# Église Notre-Dame-de-Confort de Meilars
Ne pas confondre avec la Chapelle Notre-Dame-de-Comfort située dans la commune de Berhet (Côtes-d'Armor) ou avec l'église Notre-Dame-de-Confort de Lyon (Rhône).
L'église Notre-Dame-de-Confort de Meilars est une ancienne chapelle de pèlerinage située dans la commune de Confort-Meilars (Finistère), devenue église paroissiale en 1910 et classée monument historique en 1914.

## Historique

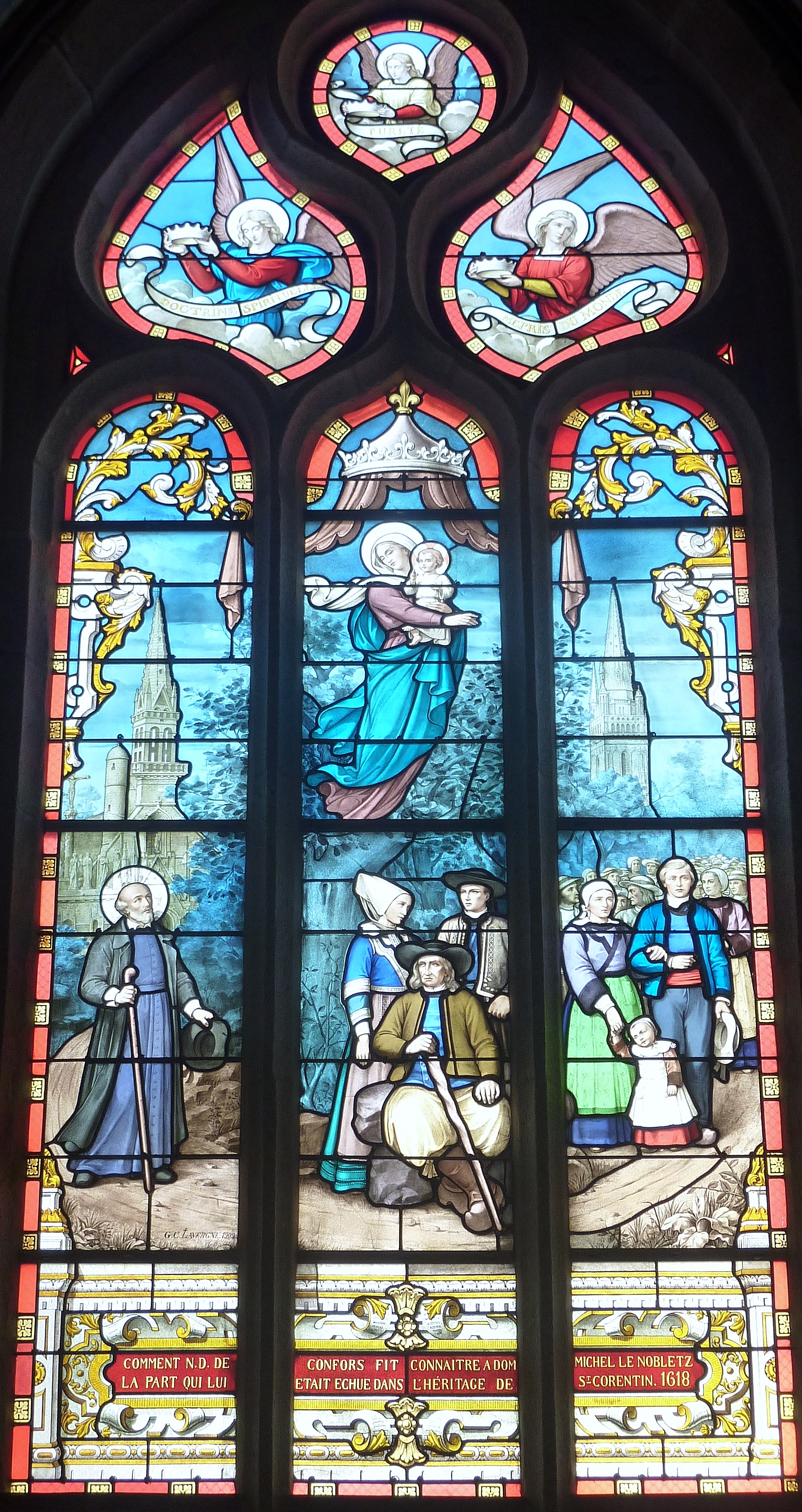
Église Saint-Herlé de Ploaré, vitrail "Notre-Dame-de-Confort apparaissant à Michel Le Nobletz".

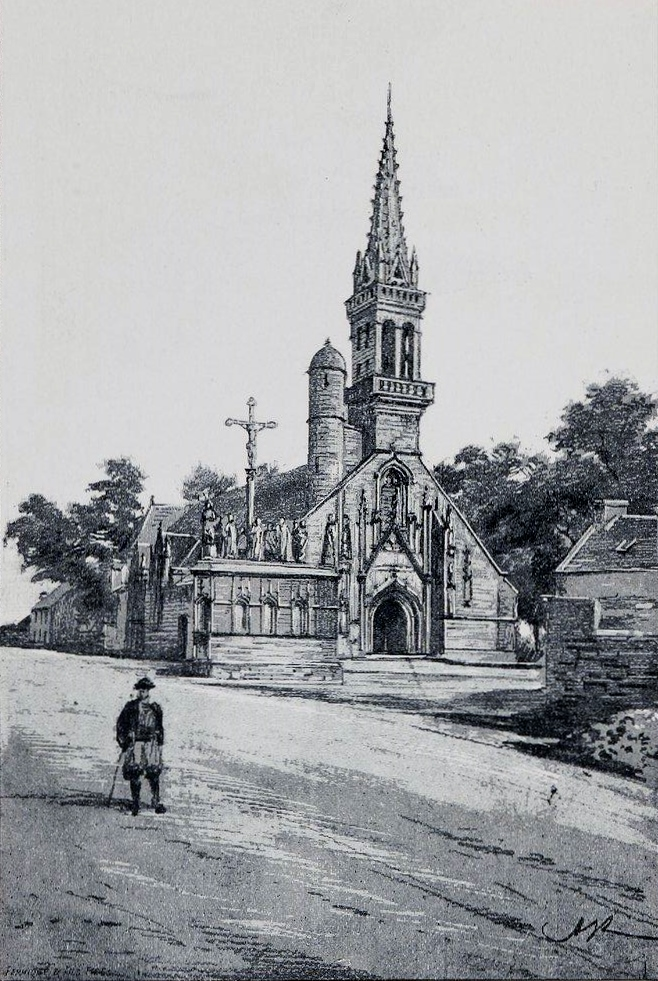
Le calvaire et l'église Notre-Dame-de-Confort (dessin de A. Karl, avant 1903)

La chapelle Notre-Dame-de-Confort de Meilars est construite sous François Ier, entre 1528 et 1544. Elle a été fondée par Alain III de Rosmadec, marquis de Pont-Croix et comte de Molac, et son épouse, Jeanne du Chastel. Elle présente toutes les caractéristiques de la première période du style ogival. Alain III de Rosmadec a son portrait sur un vitrail, datant du XVIe siècle, de l'église. Au XVIe siècle l'église est très fréquentée par les pèlerins, et plus encore au XVIIe siècle après les prédications de Michel Le Nobletz, recteur de Meilars vers 1617, son apparition après sa mort en 1652 vue par Père Maunoir et l'octroi le 10 mai 1688 par le pape Innocent XI d'une bulle d'indulgence en faveur des pèlerins afin de favoriser la reconstruction de la chapelle victime d'un incendie l'année précédente. Le sanctuaire s'enrichit rapidement grâce aux dons des fidèles : un inventaire dressé en 1620  montre que la chapelle possédait alors 4 calices en argent (dont 3 dorés), 5 aubes, 10 chasubles, 16 nappes, etc.. En 1623 un couple de Poullan, Nicolas Autret et Louise Le Provost, offrent au sanctuaire leur manoir de Gouletquer.
La chapelle Notre-Dame-de-Confort était, à la fin de l'Ancien Régime, avec 1000 livres de revenus annuels estimés, la sixième de l'évêché de Cornouaille pour le montant de ses revenus constitués essentiellement par les offrandes des pèlerins, donc probablement le sixième pèlerinage le plus fréquenté de l'évêché.
La chapelle fut vendue comme bien national le 29 prairial an III (17 juin 1795) ; elle redevint chapelle après la Révolution française et devint église paroissiale en 1910. Elle a été classée monument historique le 22 juillet 1914.
En 1867 le sanctuaire devient "chapelle de secours" de la paroisse de Meilars en raison de l'état calamiteux de l'église paroissiale de Meilars.
L'église fut victime d'un vol ans la nuit du 1er juillet 1932, le cambrioleur s'empara de plusieurs objets servant au culte.

## Description

### L'édifice
L'extérieur se distingue par le grand nombre d'ouvertures, des fenêtres surmontées de frontons triangulaires à remplages flamboyants ornés de crosses végétales, de croix et de bouquets trilobés. Le chevet, à trois pans, est du type à noues multiples et de style Beaumanoir. La façade sud fut restaurée en 1707 et la tour du clocher en 1736.

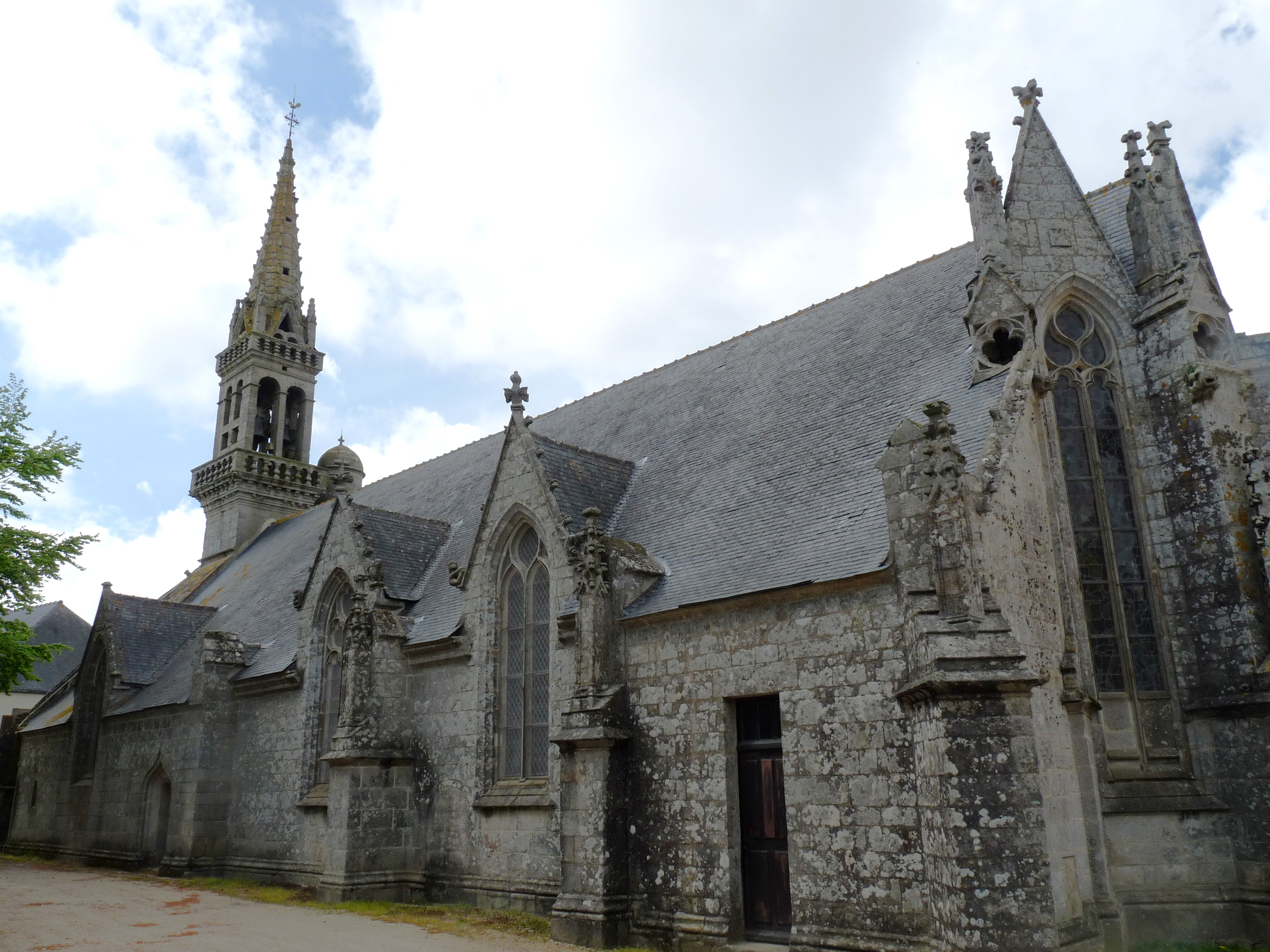
L'extérieur de l'église Notre-Dame de Confort.
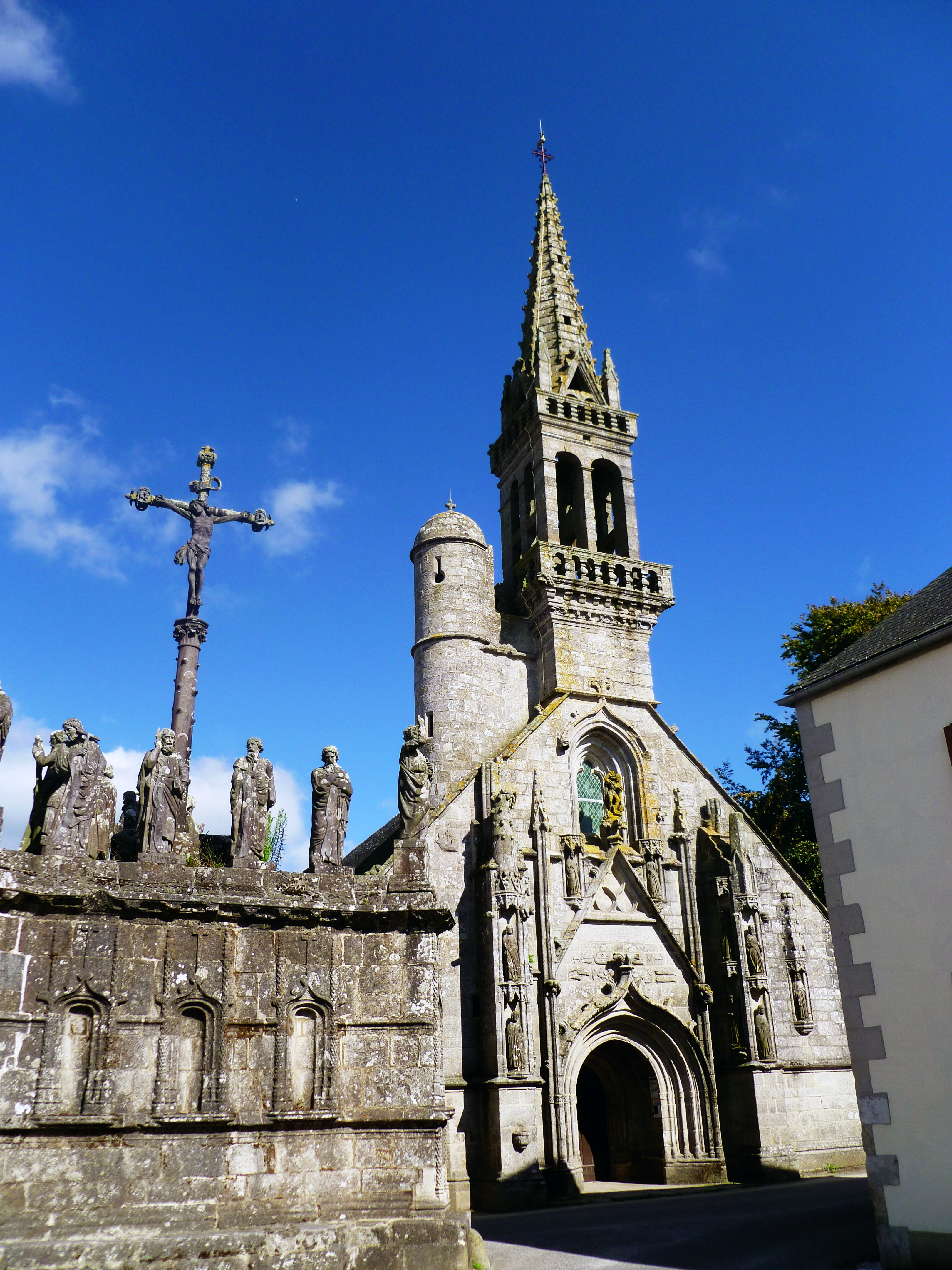
Façade et calvaire.
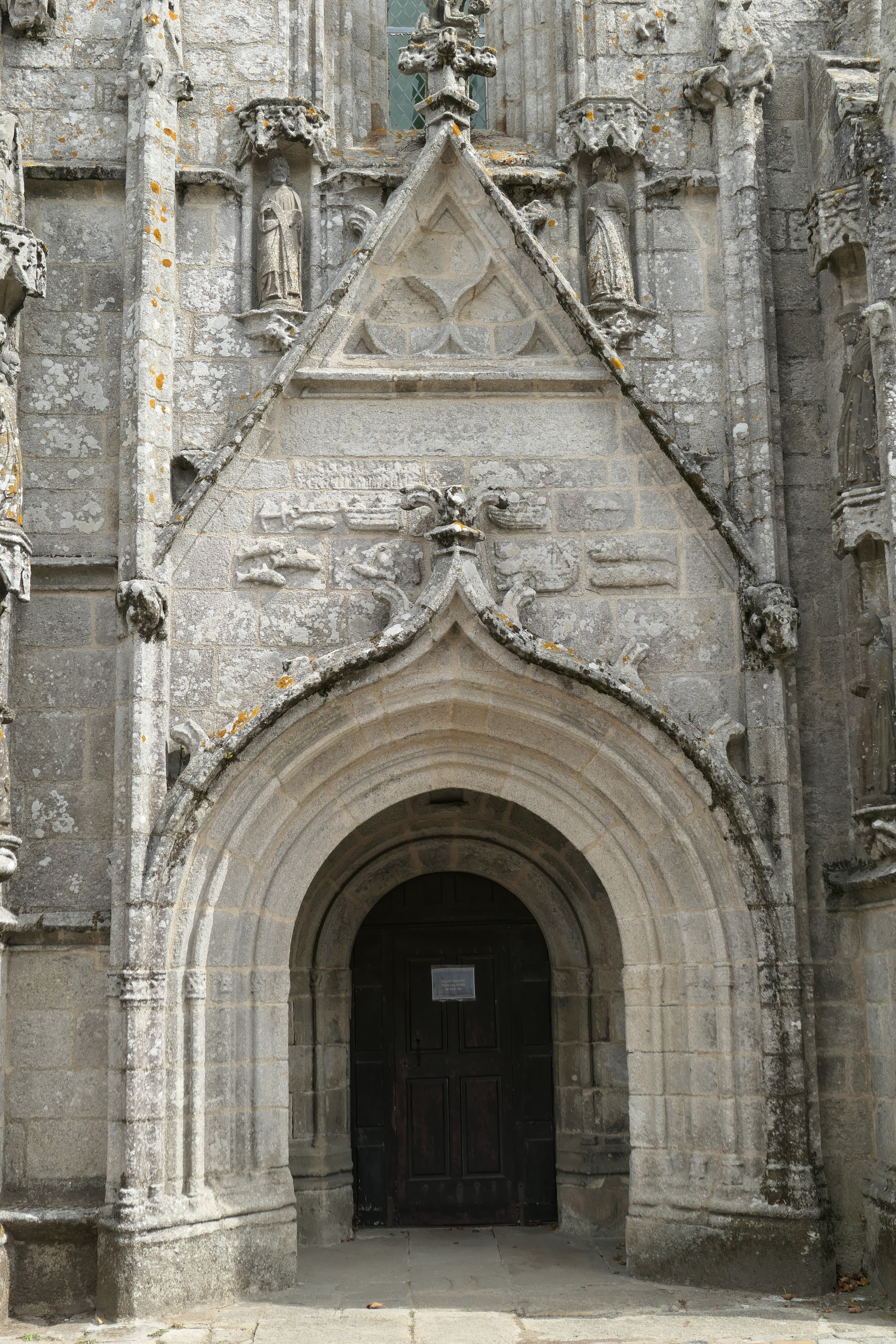
Portail occidental.
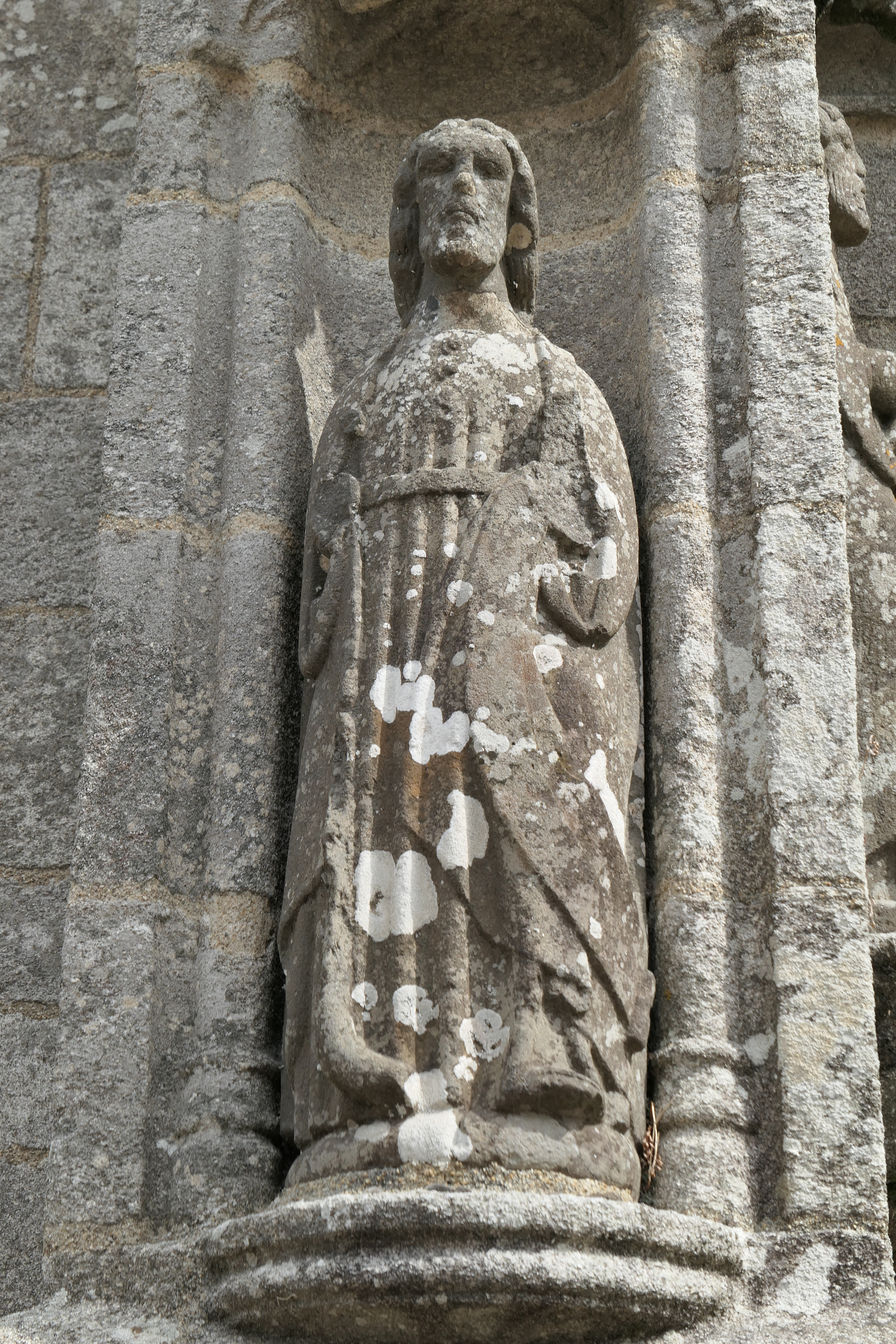
Statue de la façade occidentale.
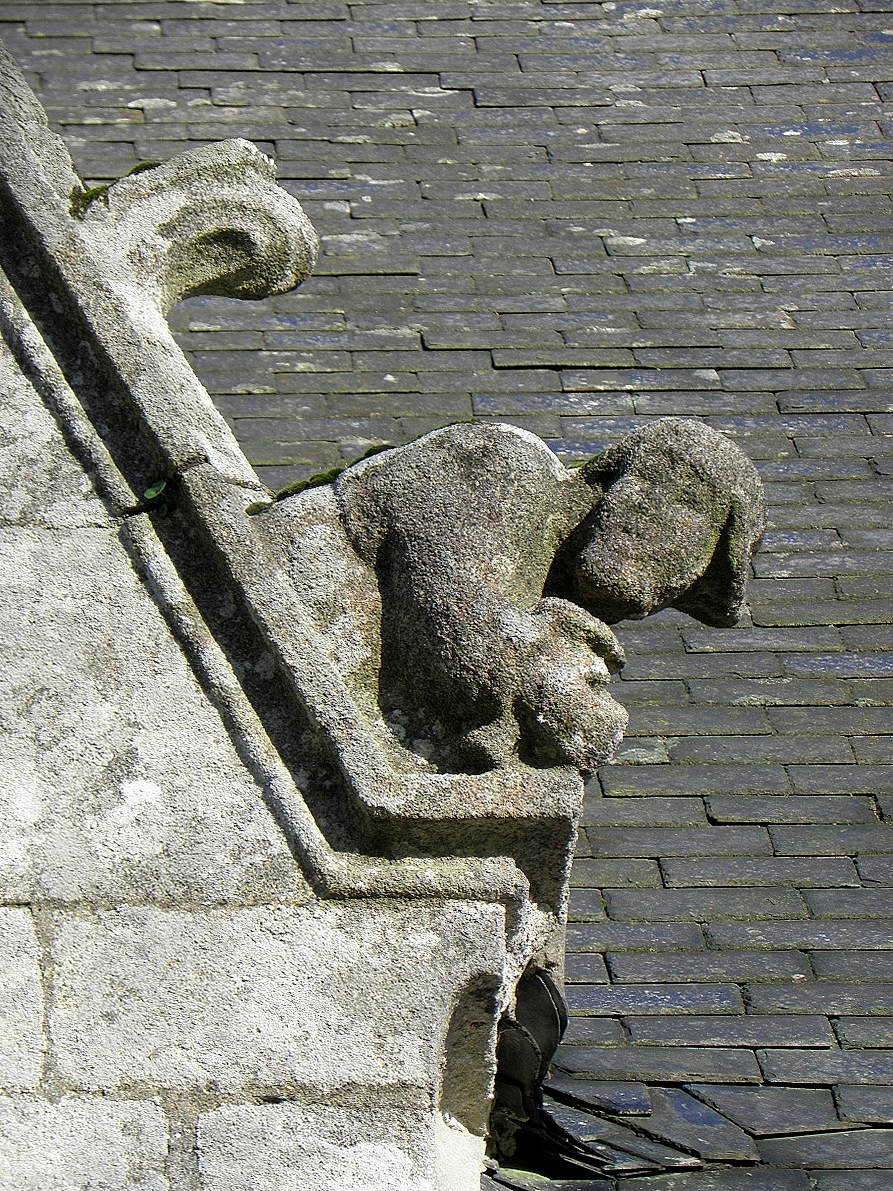
Une crossette.
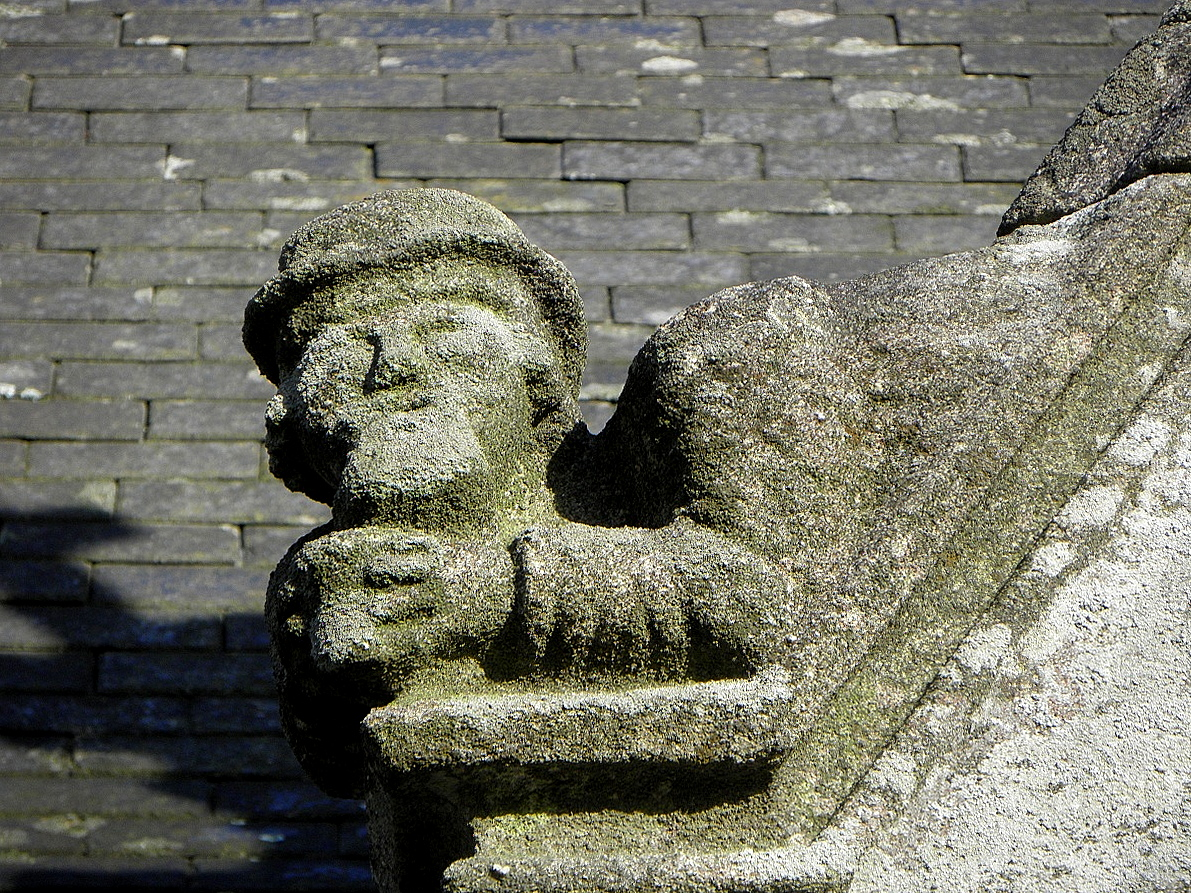
Autre crossette.
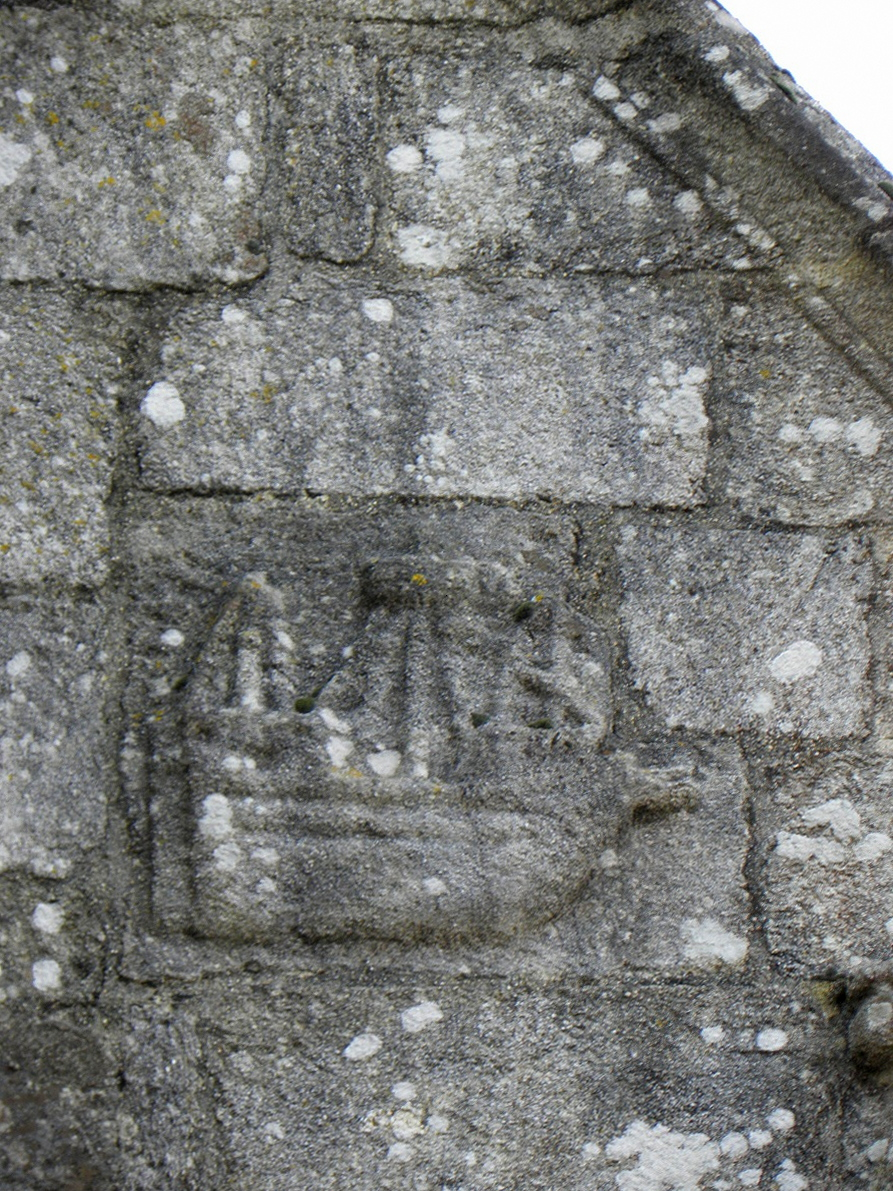
Décor sculpté de la façade occidentale (bateau).

L'édifice comprend une nef avec bas-côtés de quatre travées et chevet  polygonal. L'intérieur est lambrissé. Les grandes arcades supportent des sablières sculptées. Une tribune donnant sur la nef se trouve au-dessus du porche ouest. La maîtresse-vitre est décorée d'un Arbre de Jessé datant du XVIe siècle, de style anversois. De dévris de vitraux anciens ont été conservés dans les fenêtres latérales. L'église possède aussi des statues de la fin du XVIIe siècle (statues de Notre-Dame de Confort, de saint Joseph, de saint Tugen, de sainte Anne, de saint Herbot, et de saint Servais notamment), dues à des sculpteurs de la Marine de Brest.

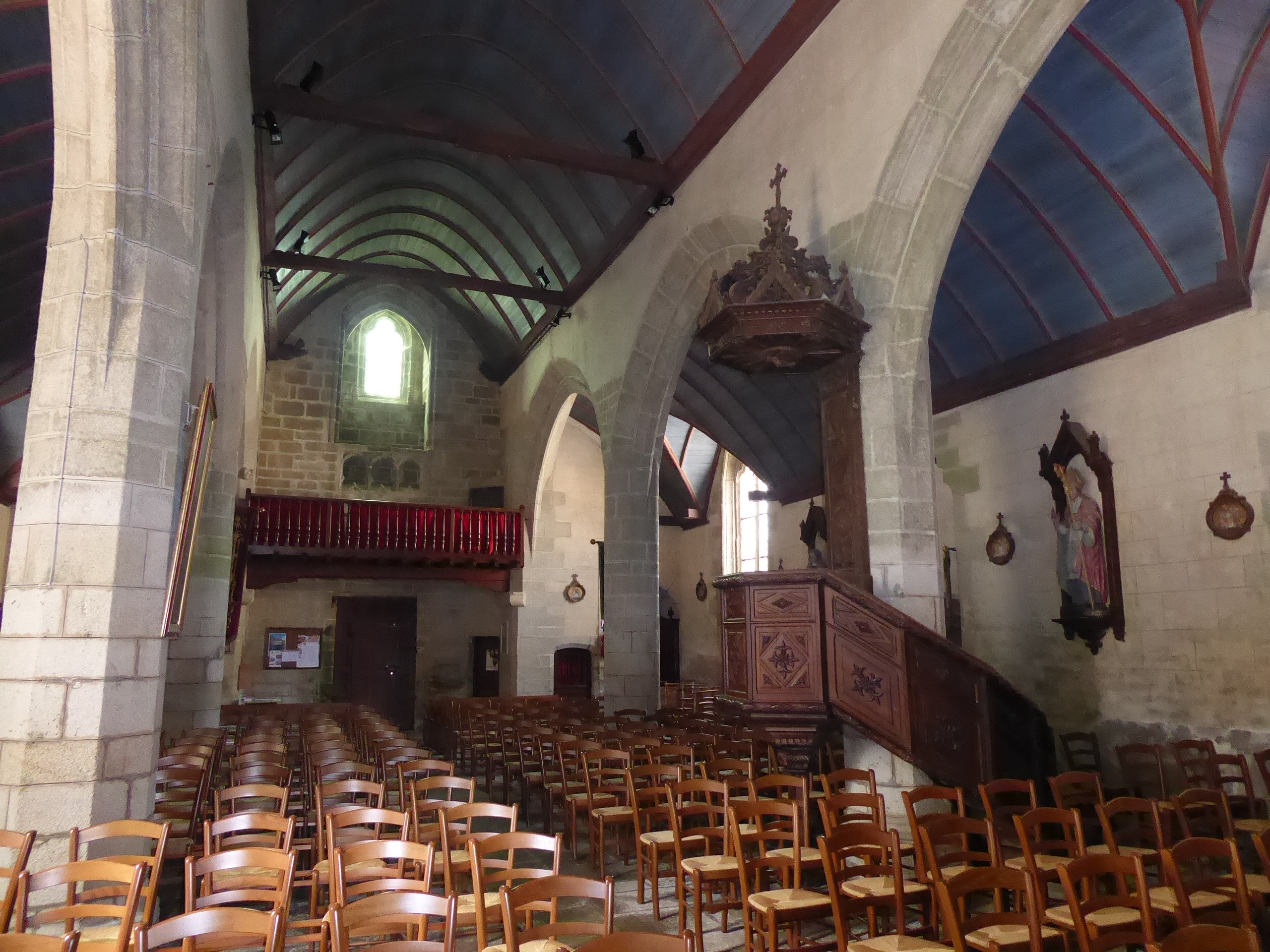
Église Notre-Dame-de-Confort : la nef et la chaire à prêcher.
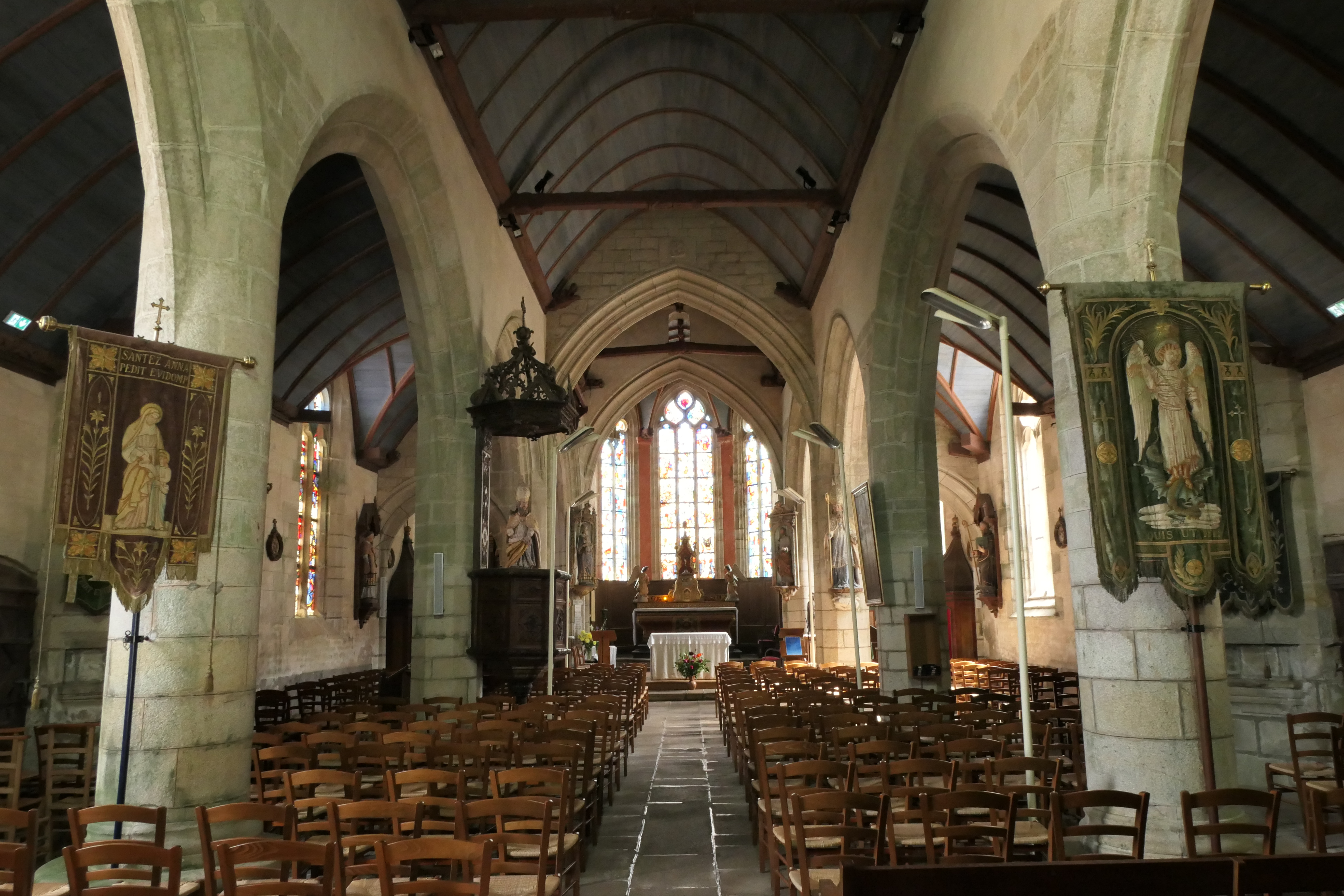
Église Notre-Dame-de-Confort : la nef.
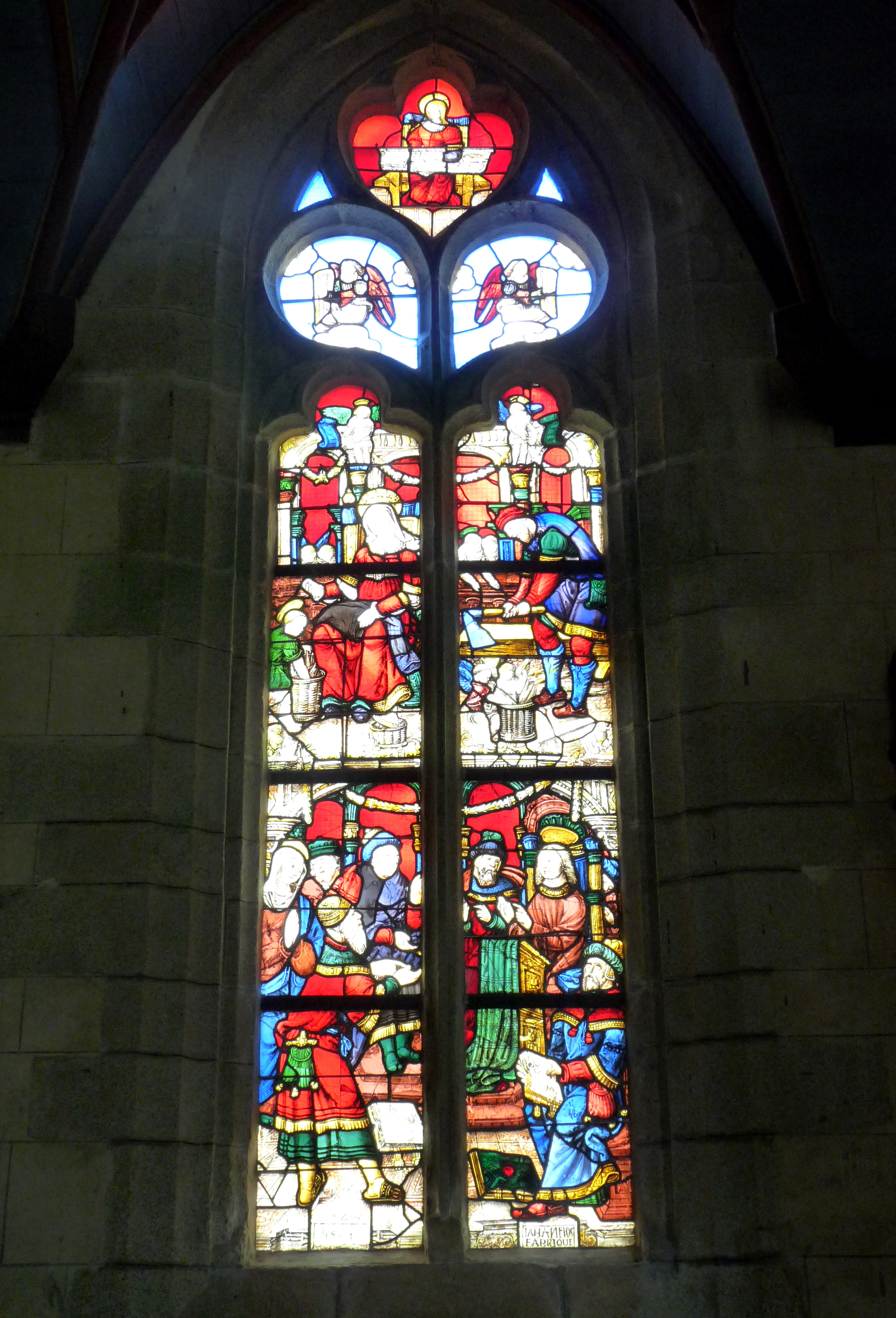
Vitrail : scènes de la vie de la Sainte Famille.
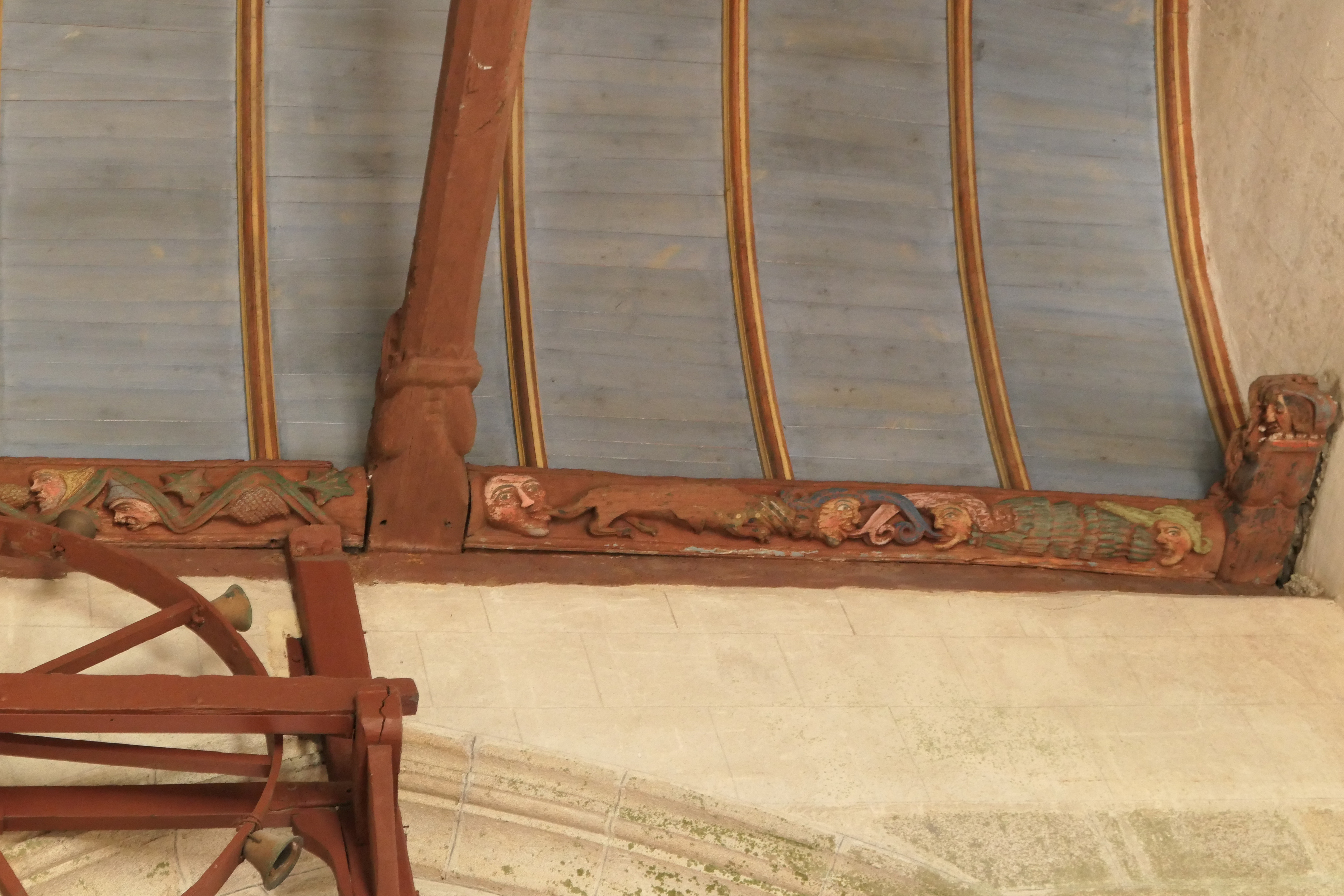
sablière sculptée.

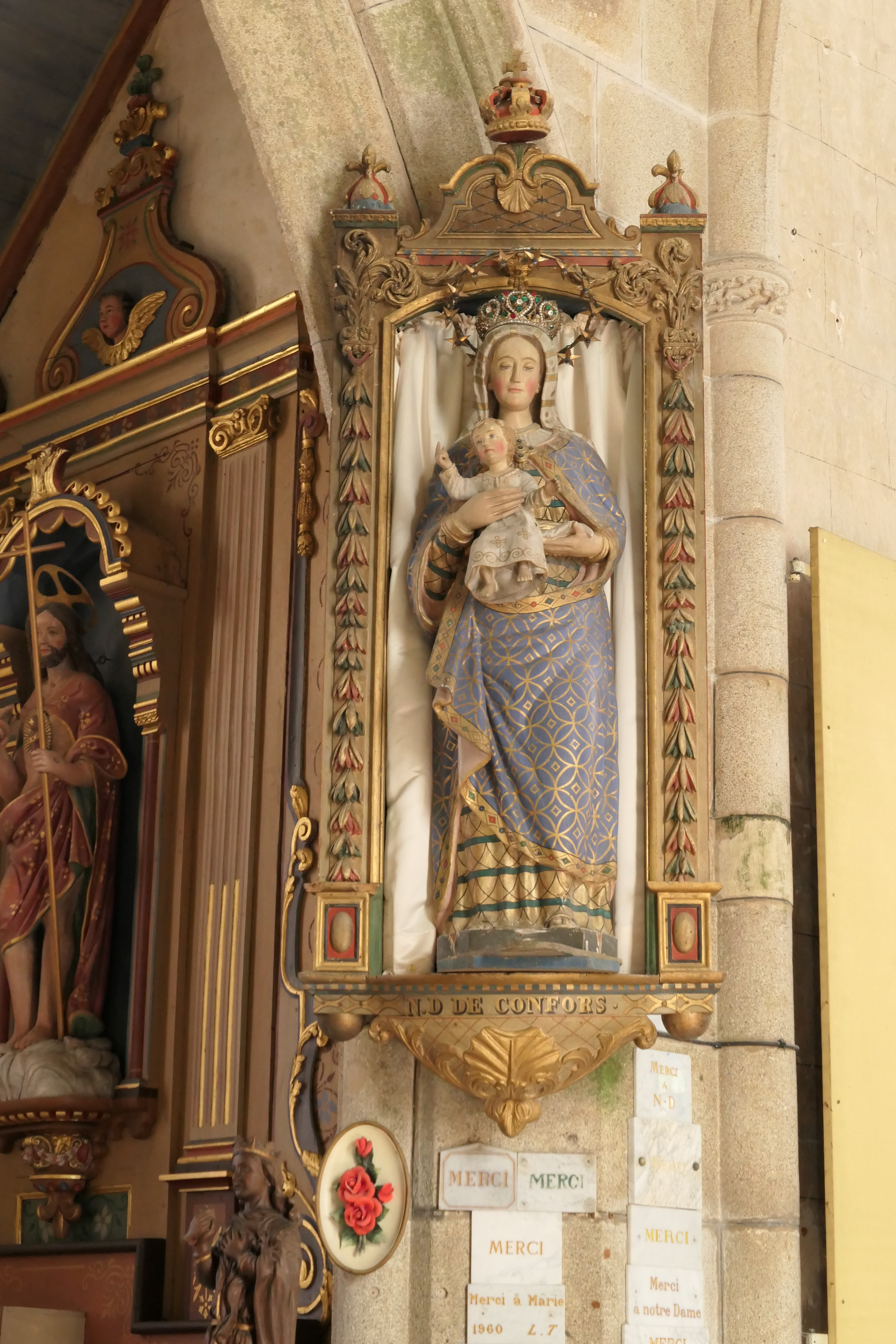
Statue de Notre-Dame de Confort et ex-votos de remerciement.
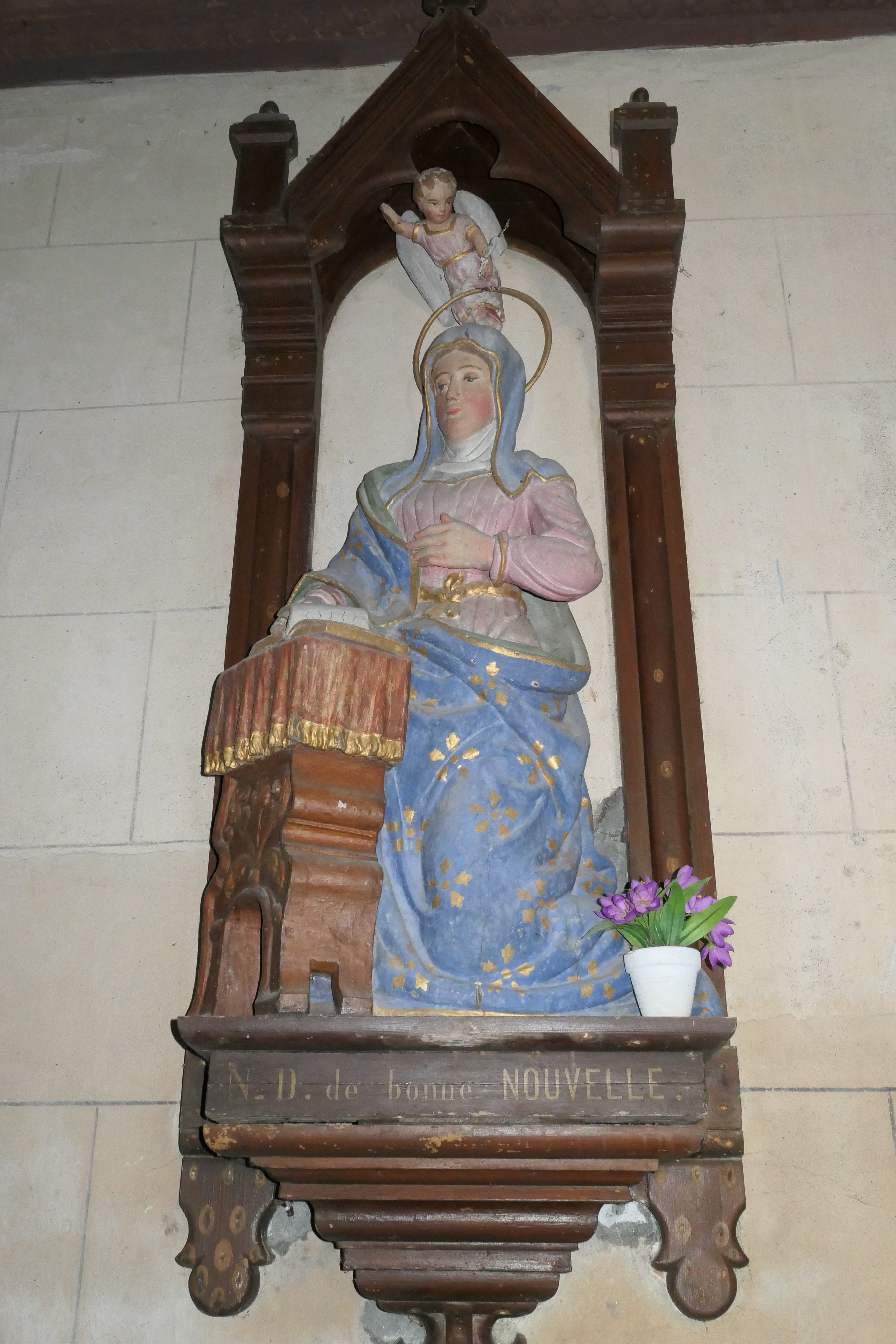
Statue de Notre-Dame-de-Bonne-Nouvelle.
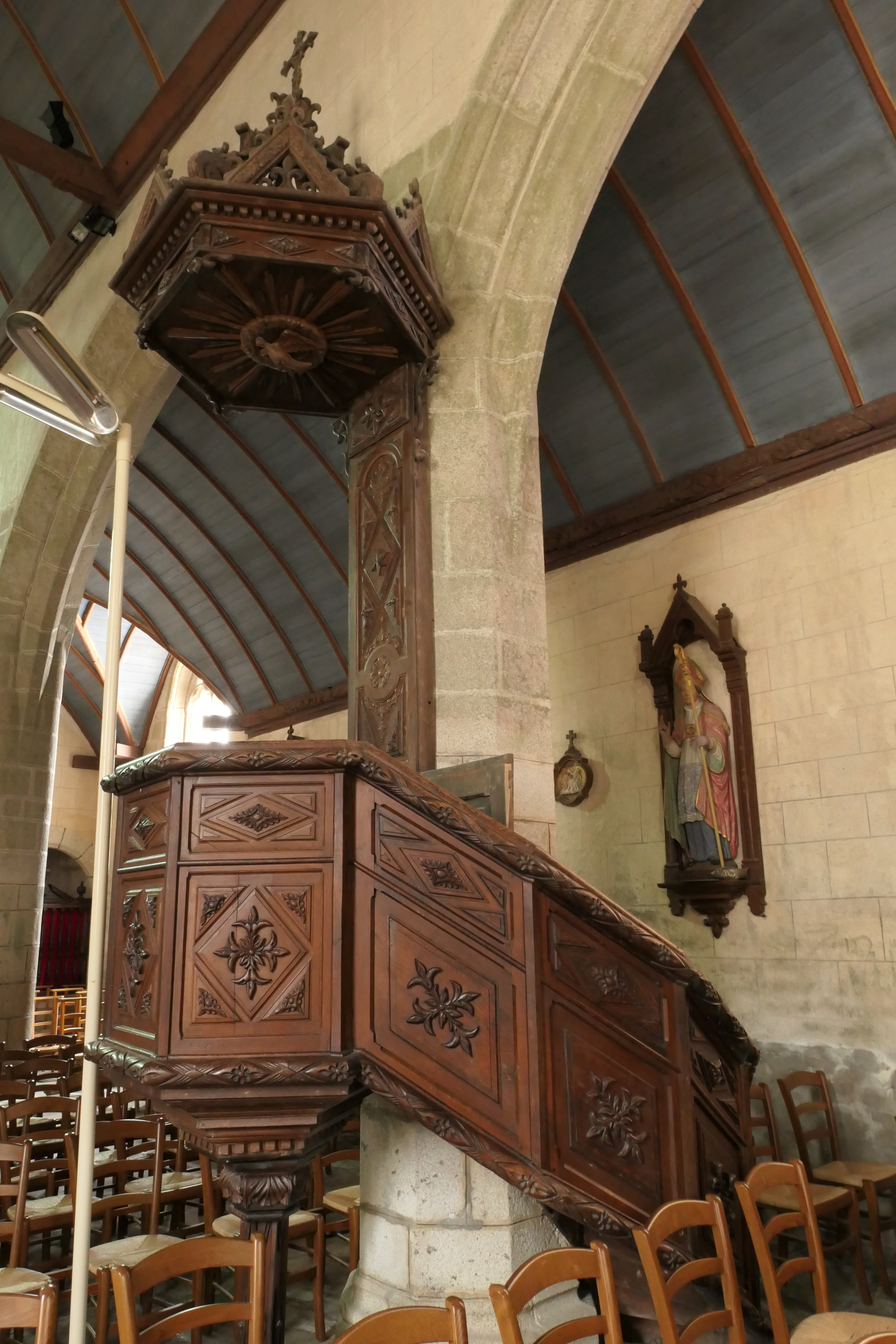
Chaire à prêcher.
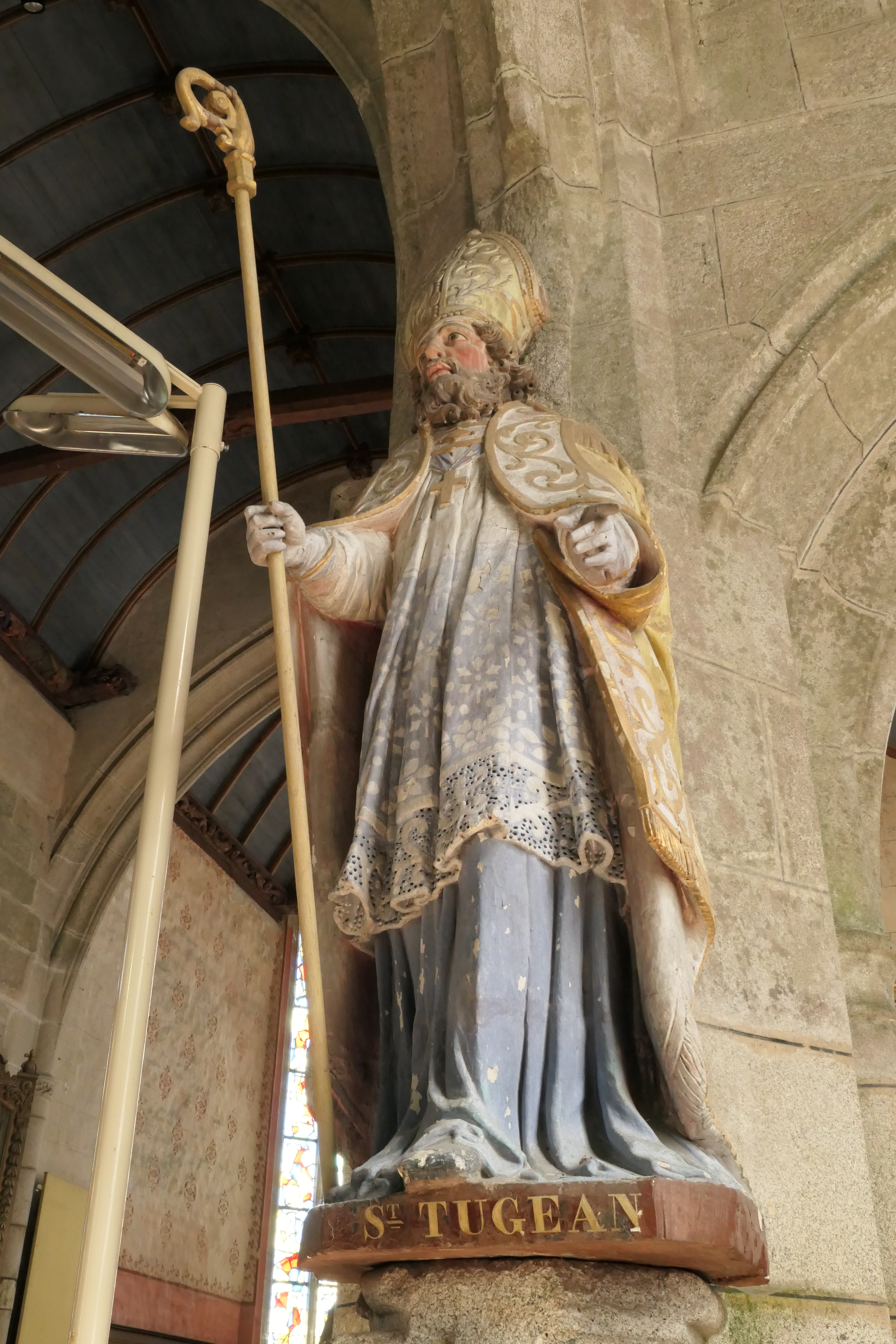
Statue de saint Tugen.
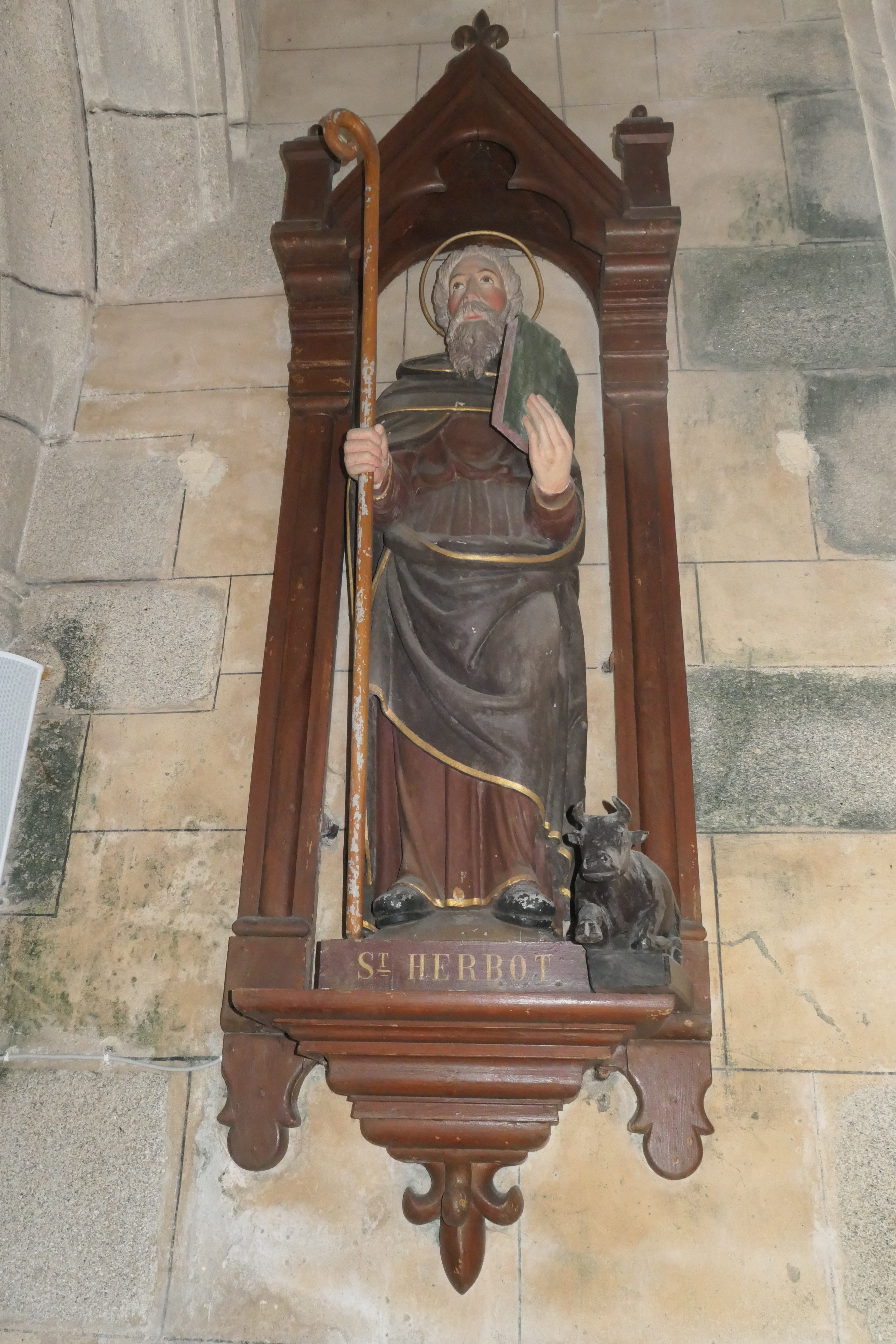
Statue de saint Herbot.
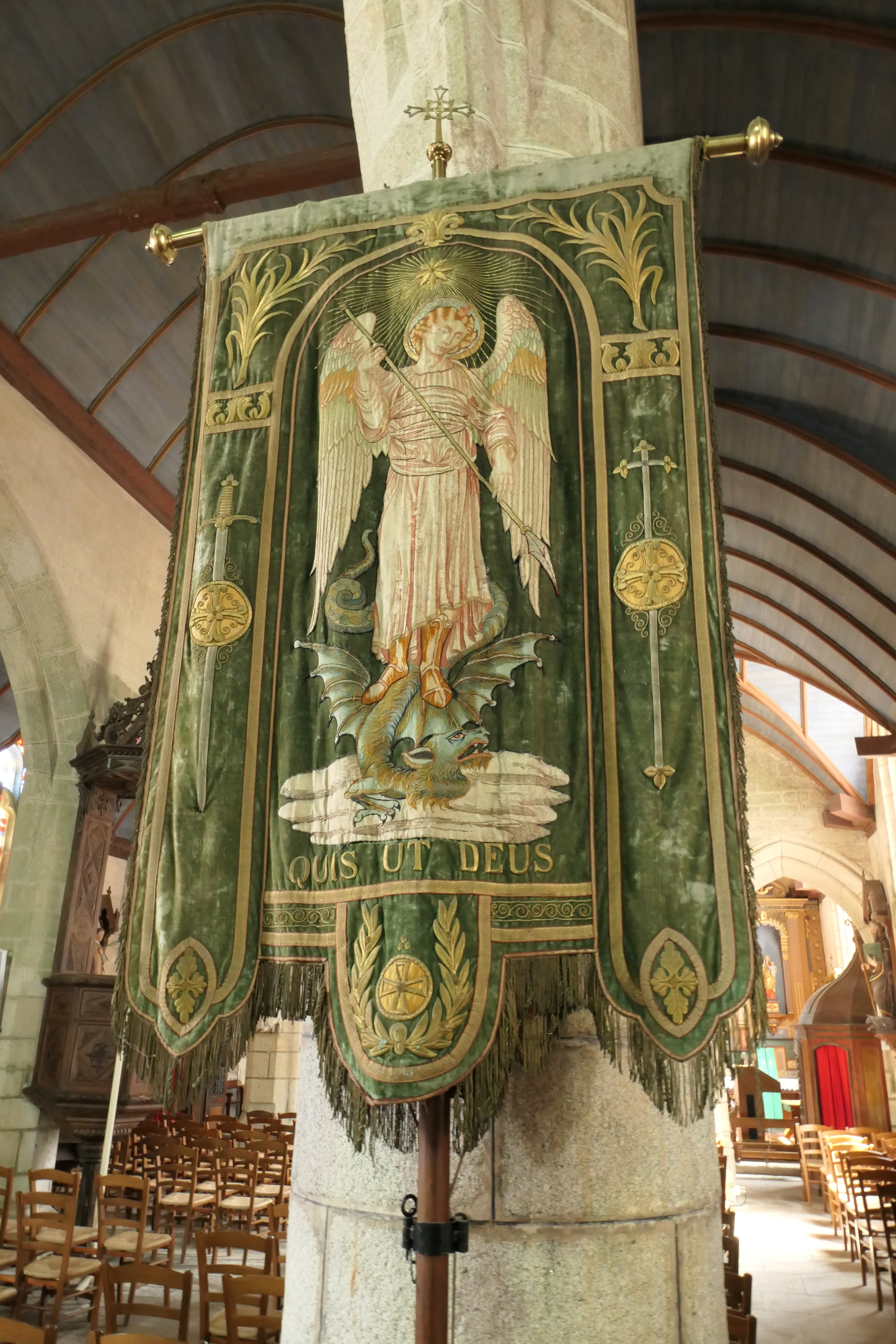
Bannière de procession de saint Michel.

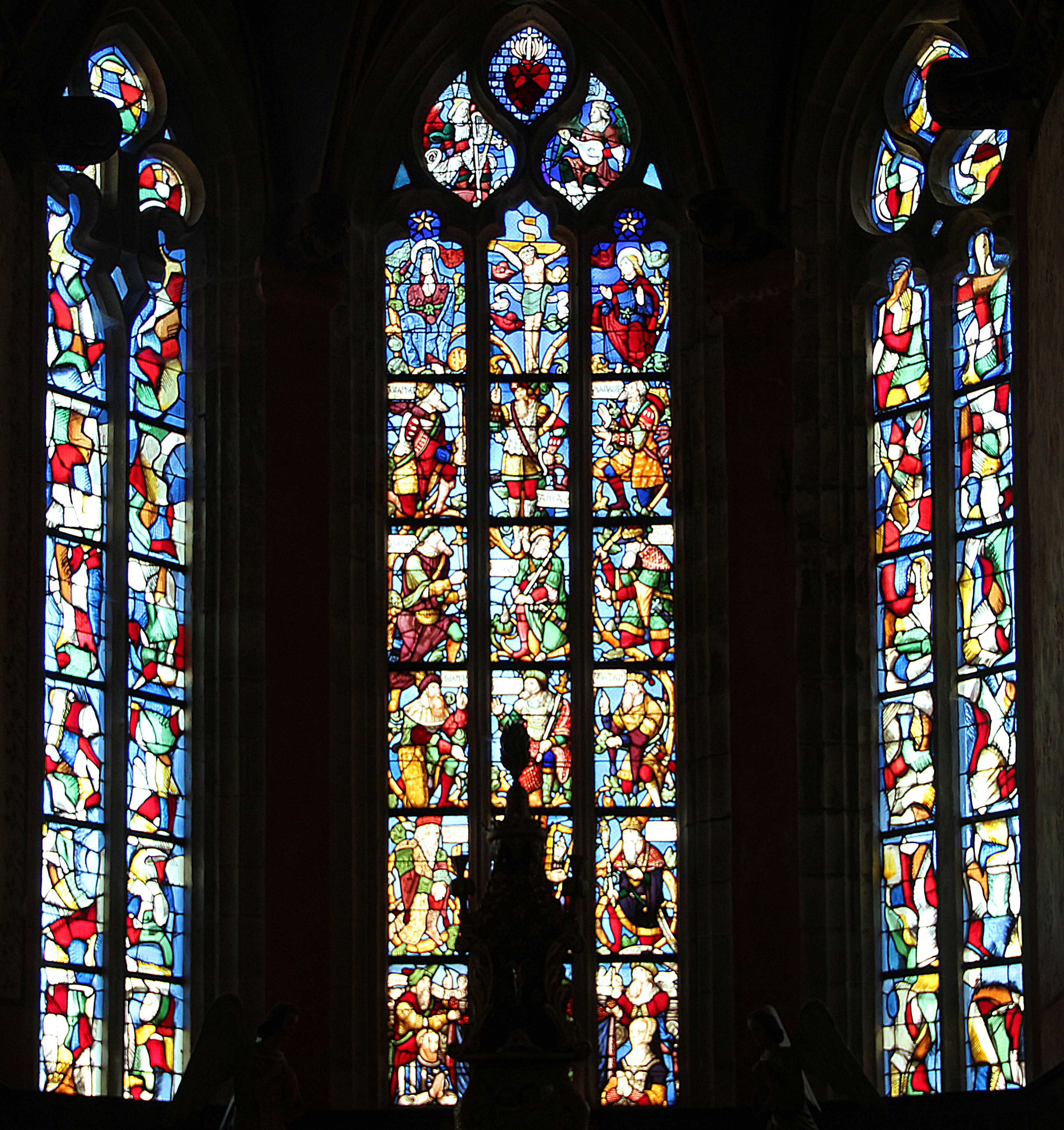
Vitrail de l'Arbre de Jessé (vue d'ensemble).
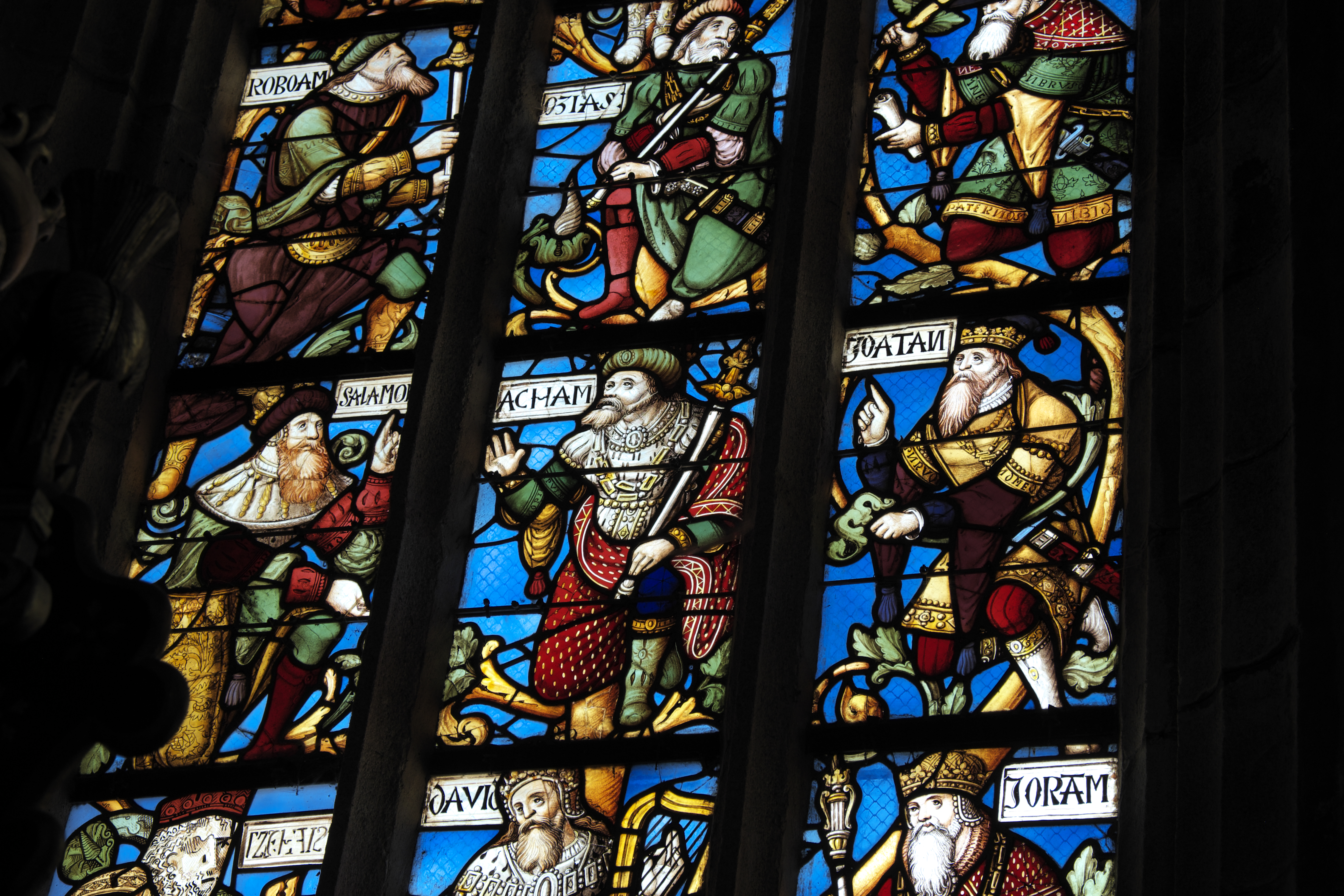
Vitrail de l'Arbre de Jessé (vue partielle) 1.
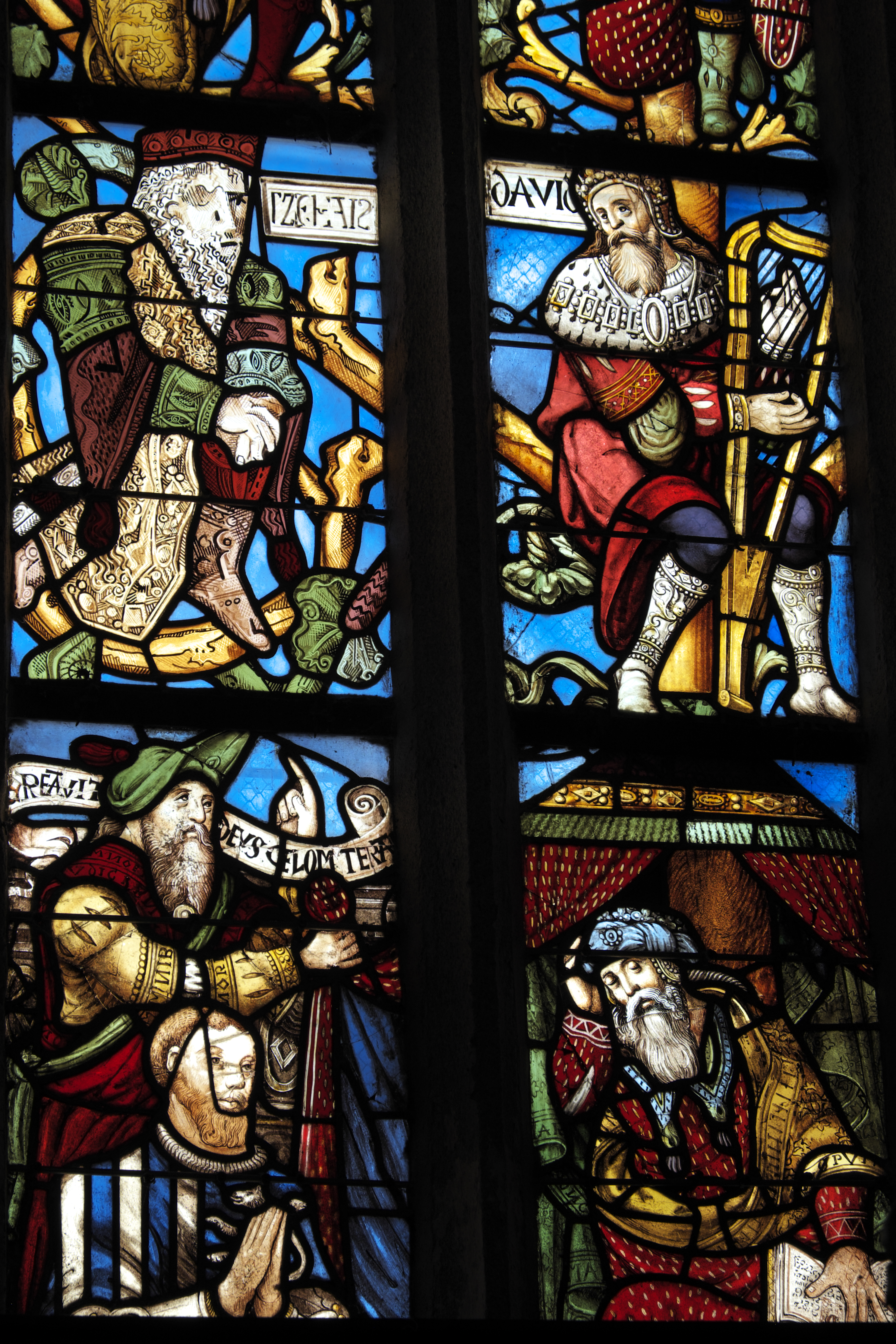
Vitrail de l'Arbre de Jessé (vue partielle) 2.
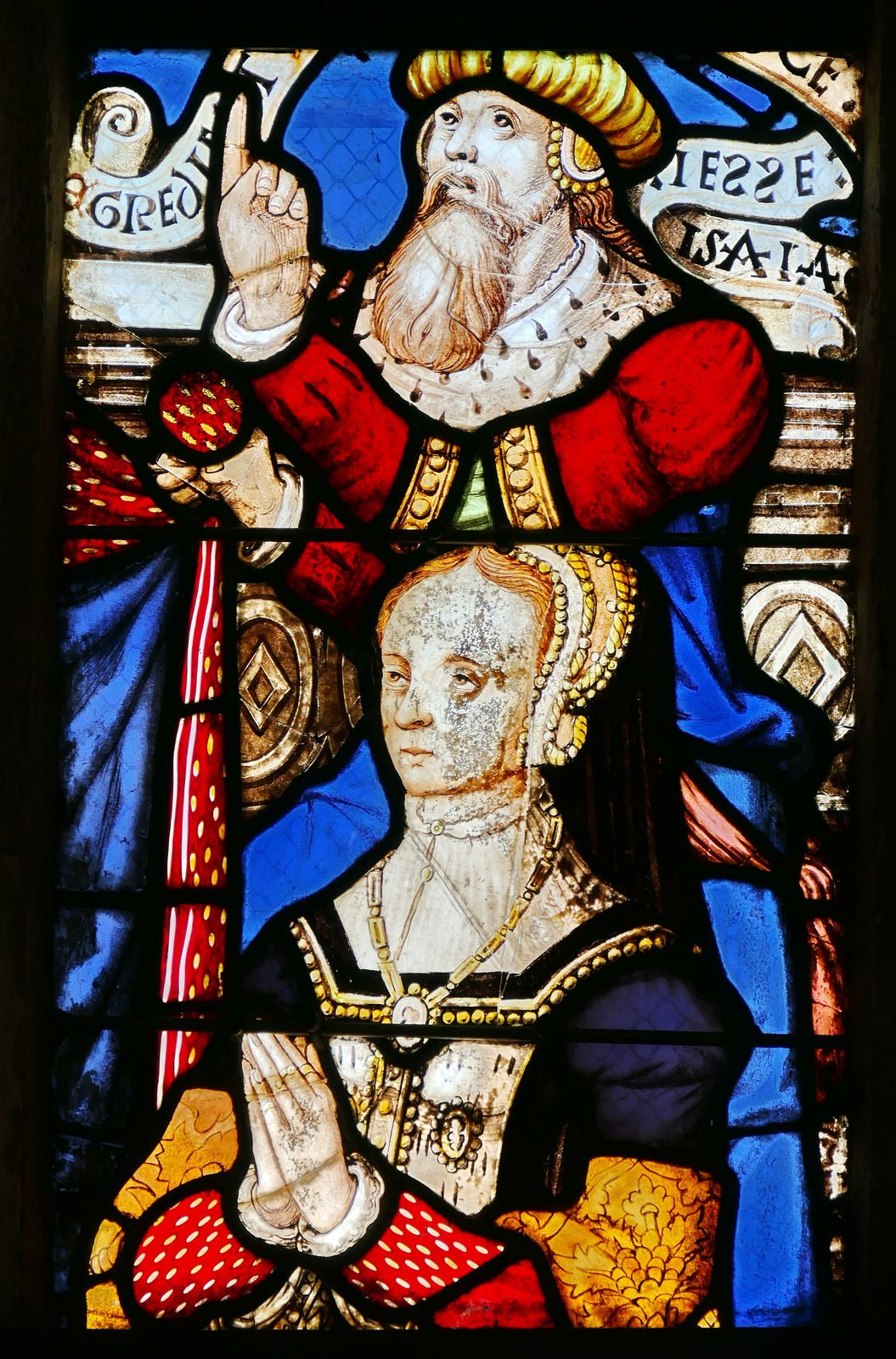
Vitrail de l'Arbre de Jessé (Jeanne du Chastel présentée par le prophète Isaïe).
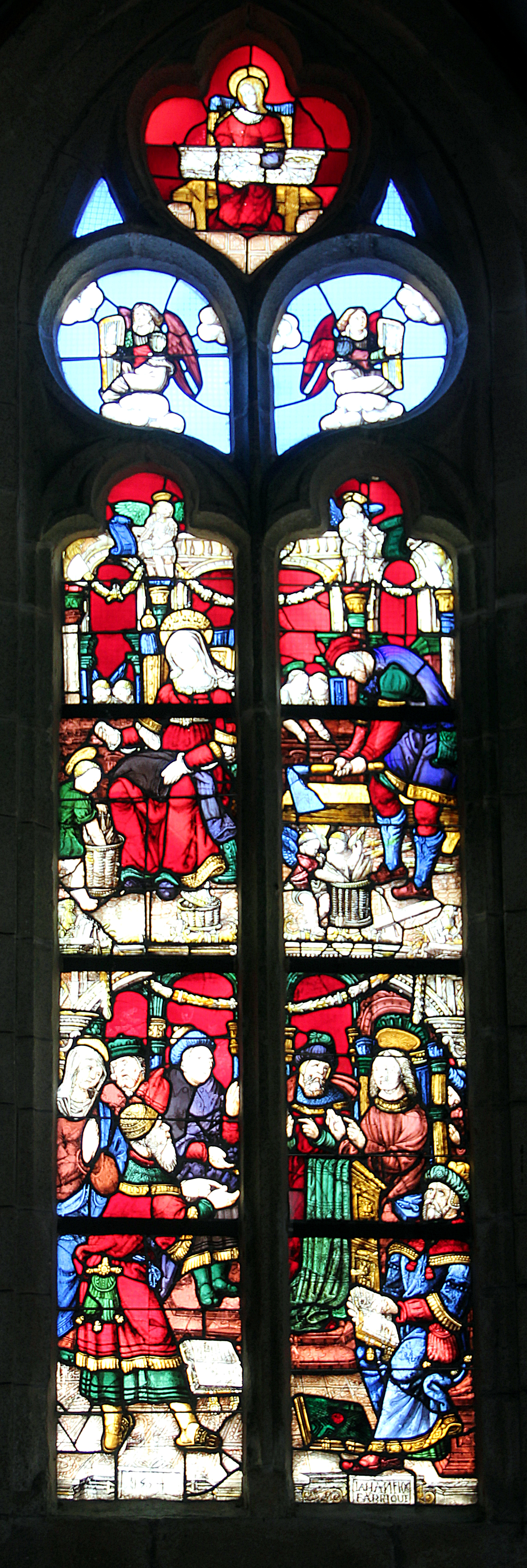
Vitrail de l'Enfance de Jésus (vue d'ensemble).
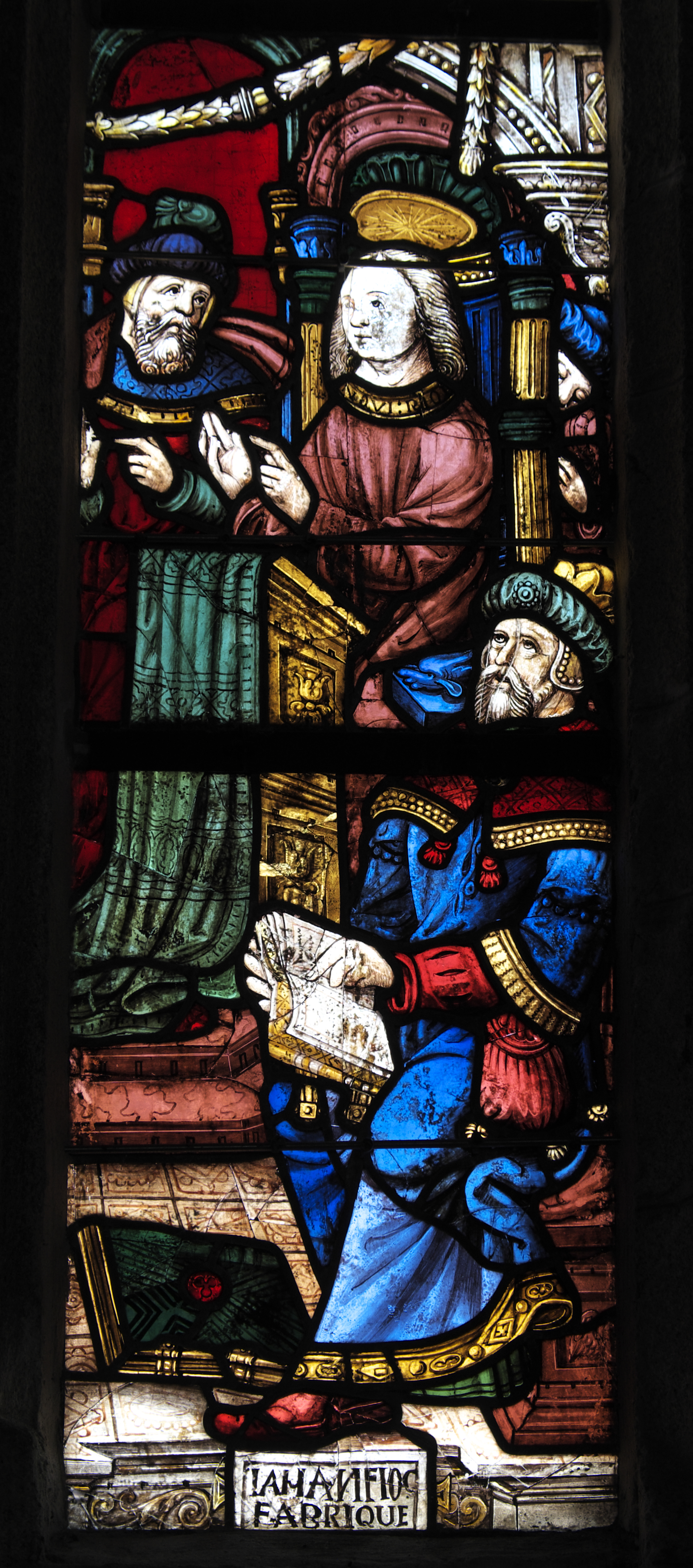
Vitrail de l'Enfance de Jésus (vue partielle et nom de l'auteur [Jean Floc'h]).
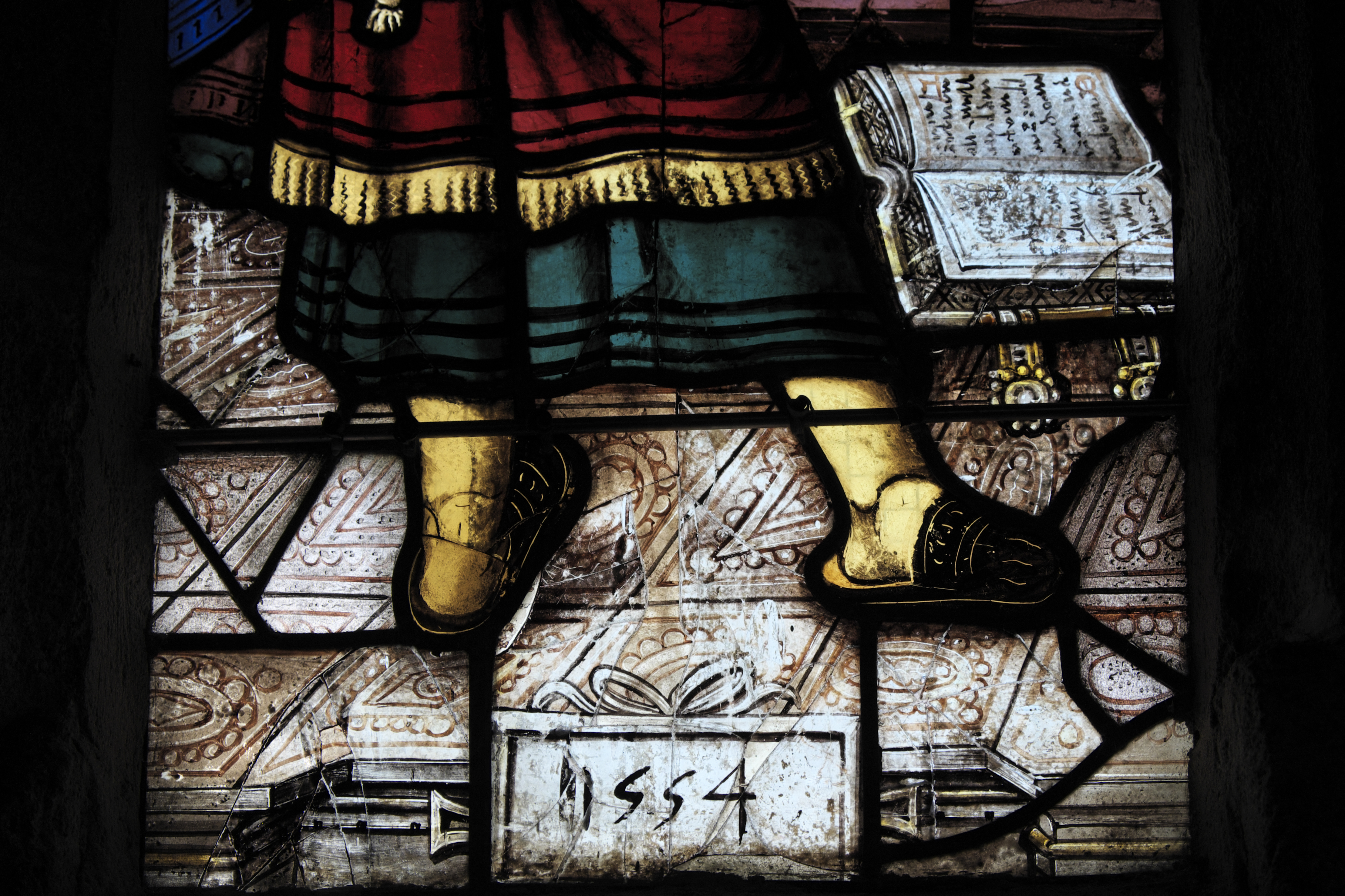
Vitrail de l'Enfance de Jésus (date).

### La roue à carillons

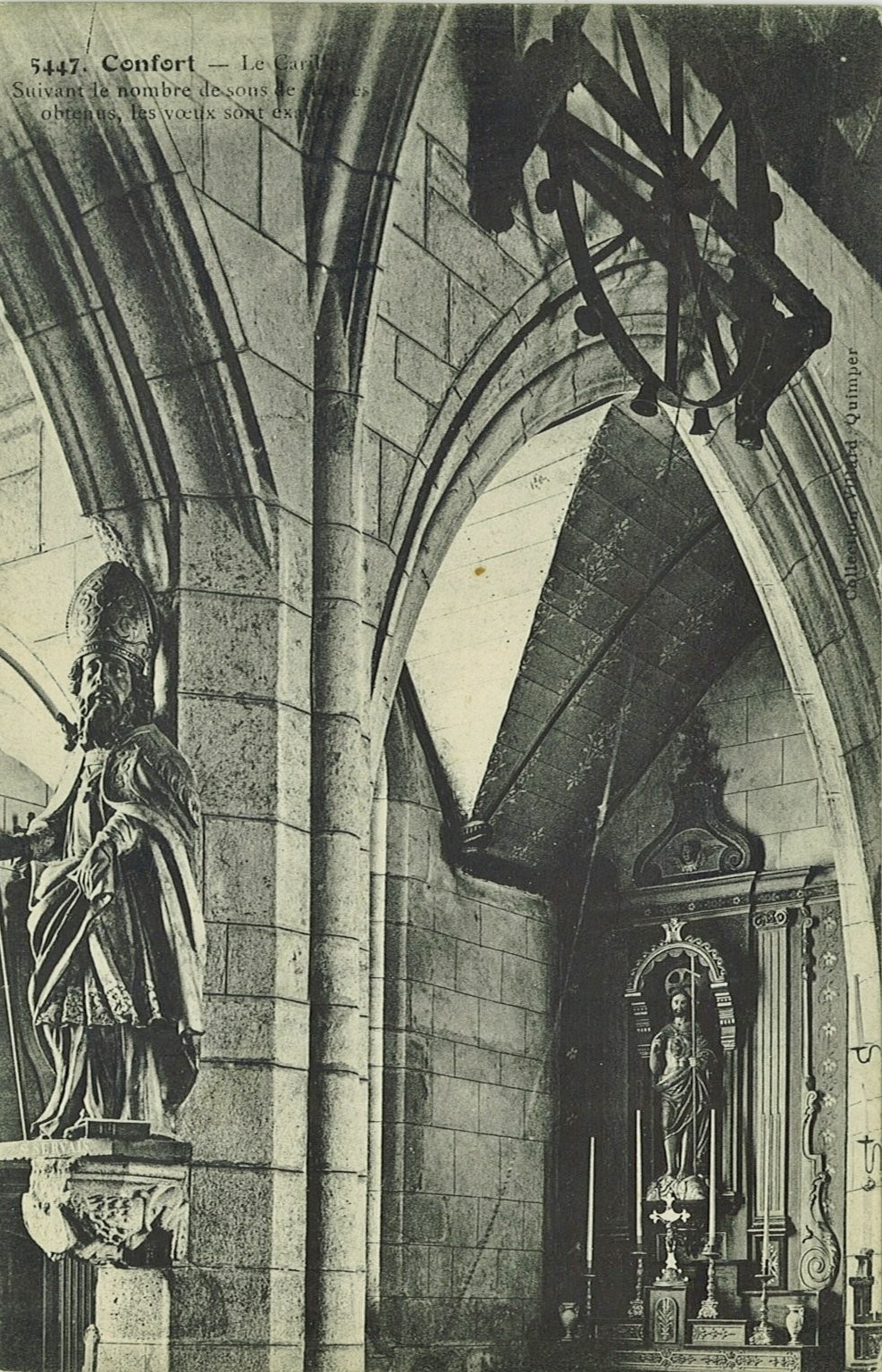
La roue à carillons de l'église Notre-Dame-de-Confort au début du XXe siècle (carte postale Villard, ainsi légendée : "Suivant le nombre de sons de cloches obtenus, les vœux sont exaucés").

L'église abrite une grande roue à carillons qui surplombe le chœur et dont le cercle en bois est recouvert de douze clochettes. Les fidèles la font tourner et sonner à la messe, le dimanche, mais aussi pour les baptêmes et les mariages. Les pèlerins venant prier Notre-Dame de Confort, faisaient brîler un cierge devant sa statue et avaient l'habitude de faire une offrande avant de faire tourner la roue à carillons. Elle aurait eu le pouvoir miraculeux de redonner la parole aux enfants muets ou affectés d'un défaut d'élocution. L'origine de cette pratique serait un antique rituel en usage dans l'ancienne Armorique.

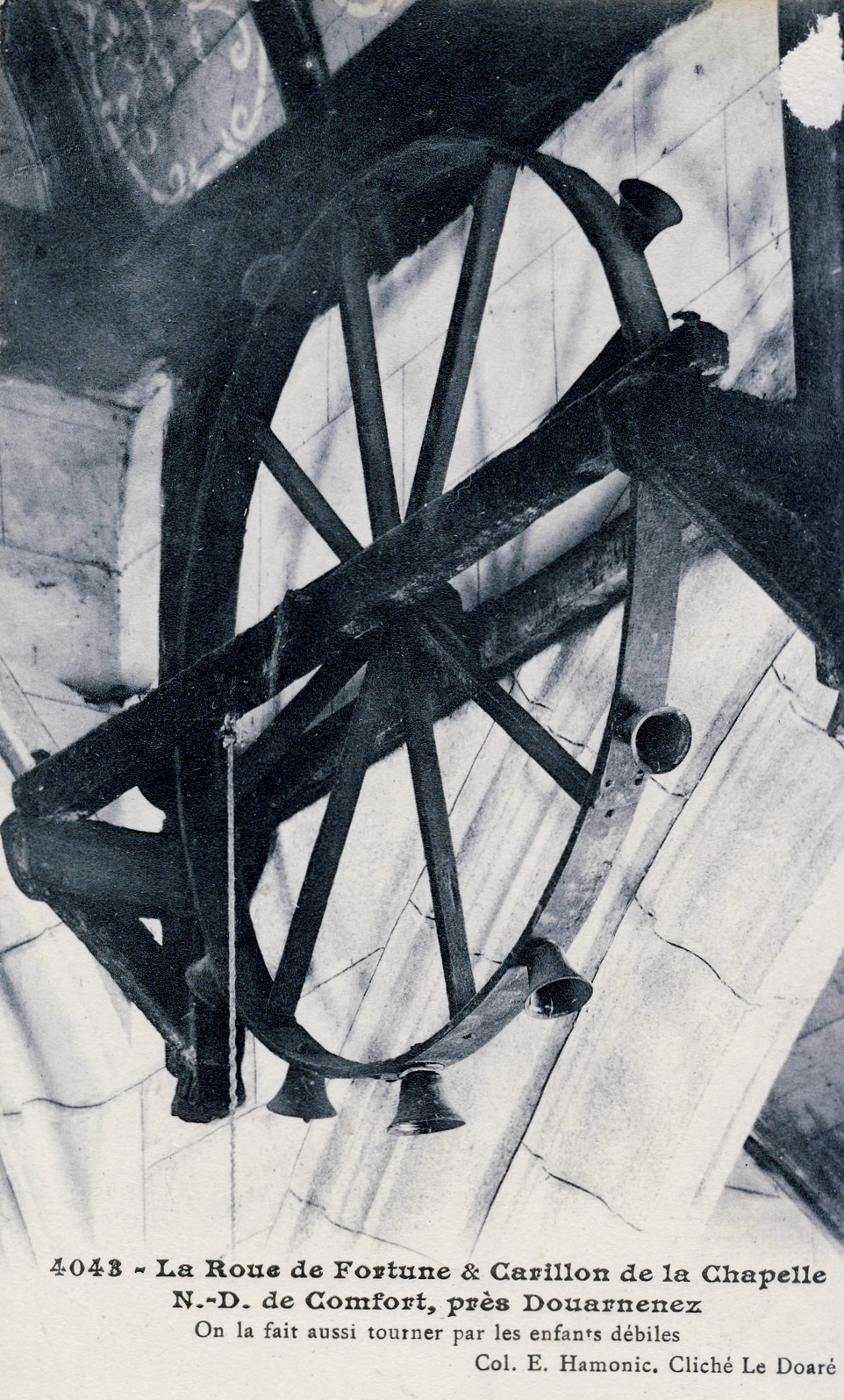
La roue à carillons de l'église Notre-Dame-de-Confort (carte postale Joseph-Marie Le Doaré, collection Émile Hamonic, vers 1920).
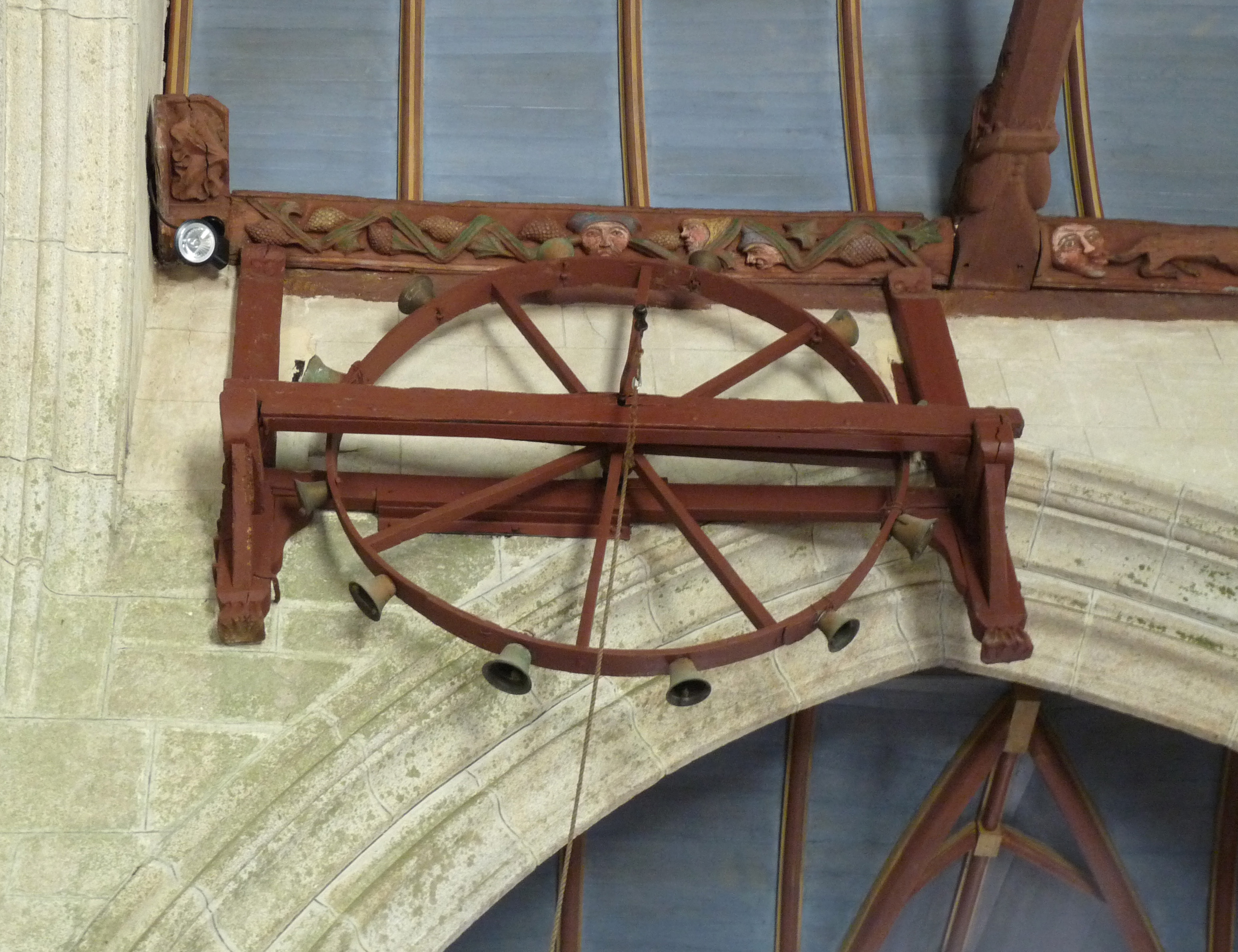
La sablière sculptée et la roue à carillons.

Gustave Geffroy a décrit la roue à carillons en 1905 : « Cette roue, garnie de clochettes, accrochée à la voûte de la chapelle, est mise en mouvement par le sacristain lorsqu'un fidèle à déposé son offrande dans un tronc spécial. (...) Le carillon appelle, de ses sons cristallins, les bénédictions du ciel sur le donataire. Cette roue est, dit-on, une des dernières de ce genre qui existent en France, sinon la dernière.

### Le calvaire de Confort
Imposant calvaire, classé au titre de monument historique en 1914. De forme triangulaire pour une longueur de quelque 5,3 mètres, en granit, il date du XVIe siècle. A la Révolution, les statues des apôtres qui occupaient les trois niches encadrées de colonnettes en nid d'abeille disparaissent, et sont retrouvées décapitées en 1849. En 1870, le sculpteur Yann Larc'hantec en sculpte de nouvelles, de 1,7 mètre, qu'il fait poser sur le socle du calvaire, au pied de la croix. Ce Christ en croix est foudroyé en 1978 et refait par Pierre Floc'h. L'ensemble fait l'objet d'une restauration en 2017.

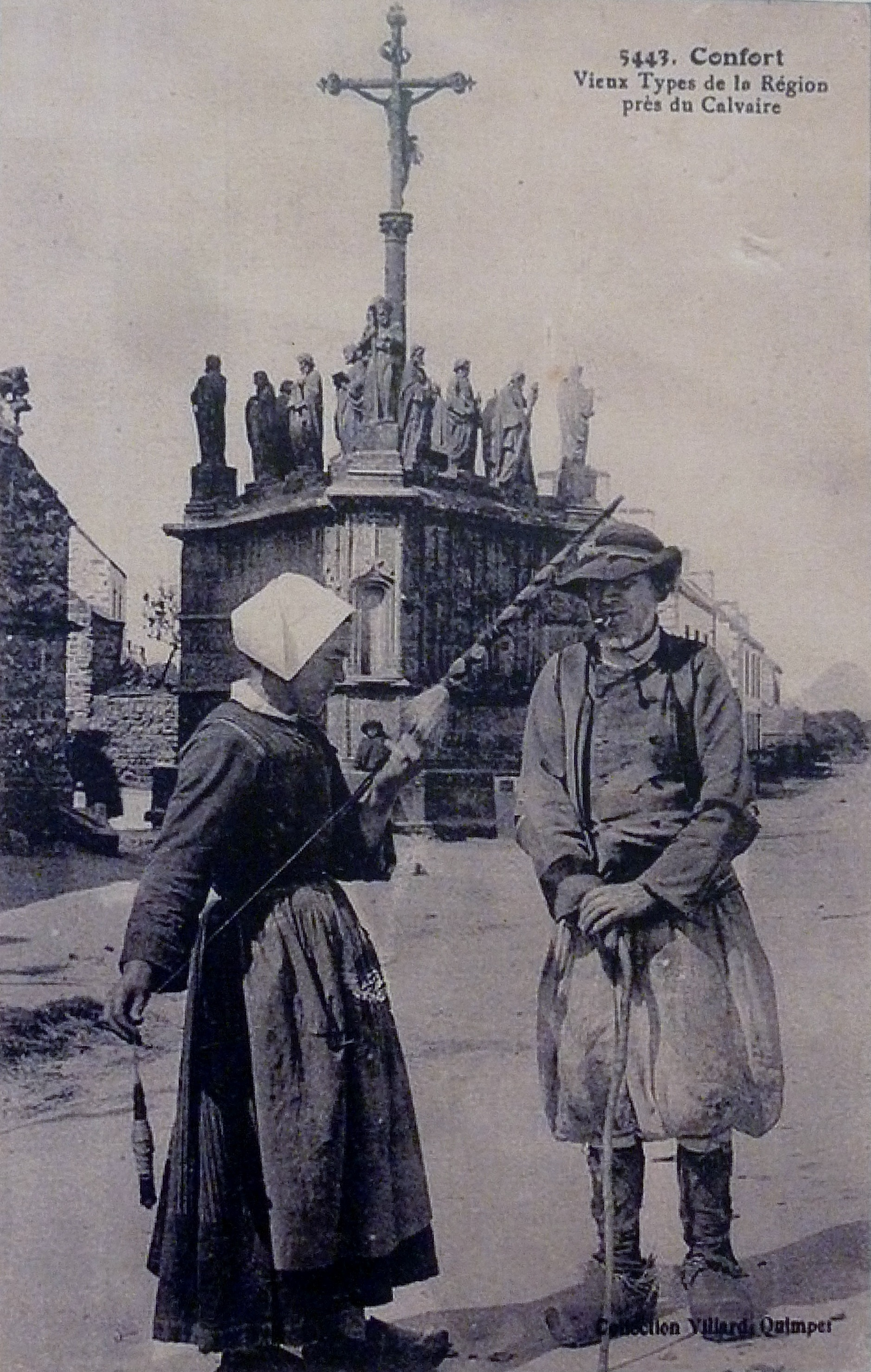
Deux personnes âgées (une fileuse de lin ou de chanvre et un homme en sabots et bragou-braz) devant le calvaire de Confort vers 1920.
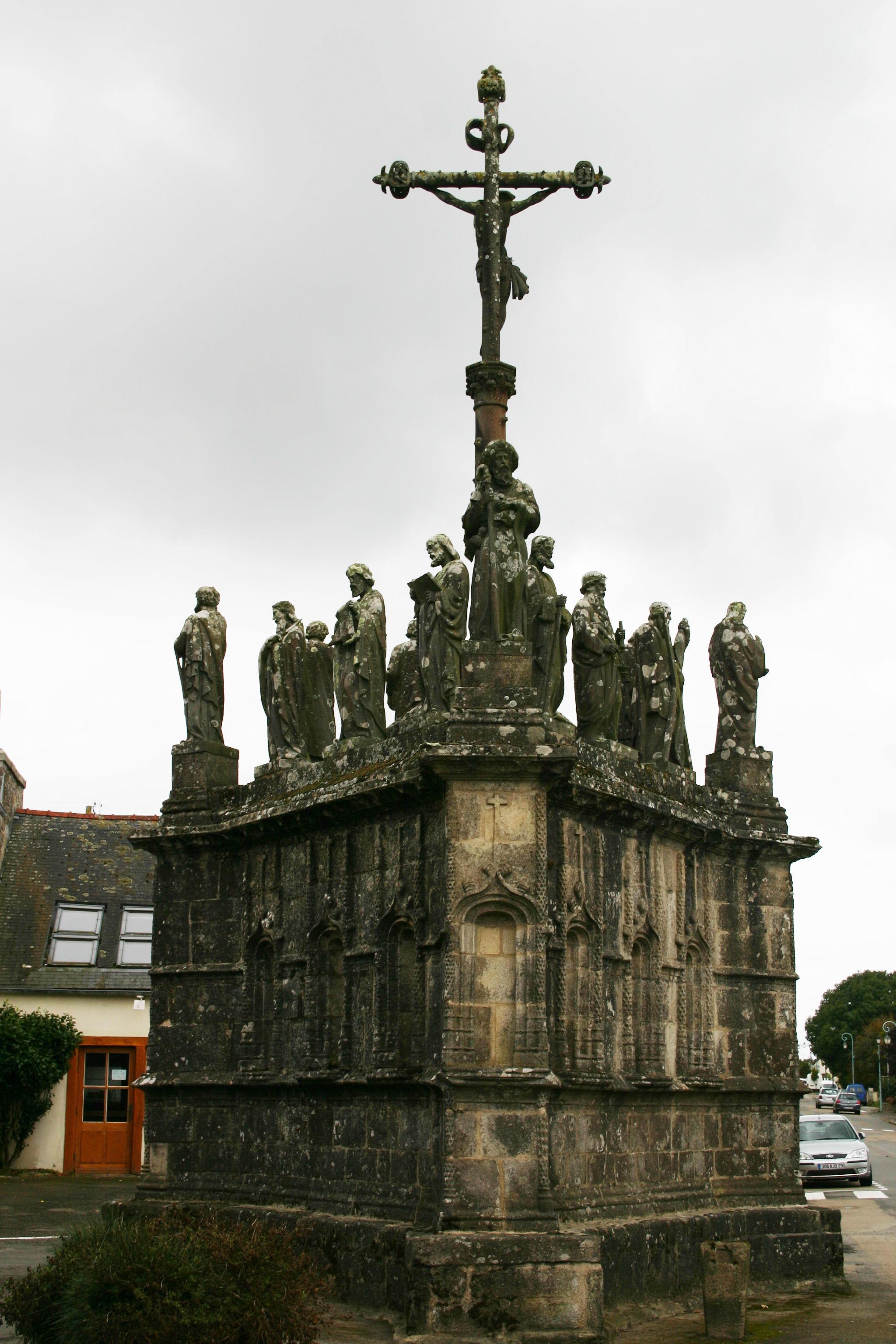
Le calvaire de Confort : vue d'ensemble.
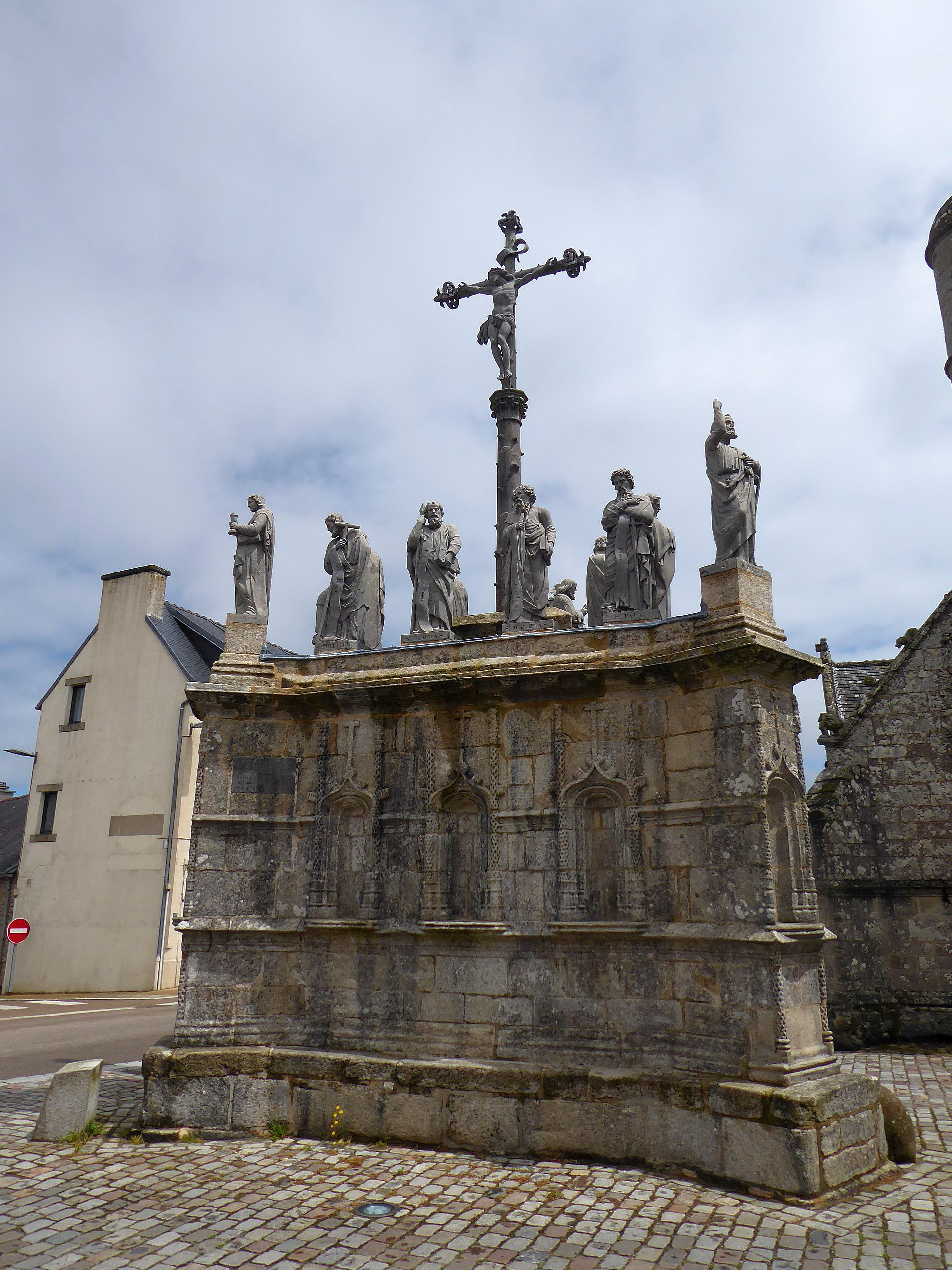
Calvaire de l'église Notre-Dame (Confort-Meilars) (1)
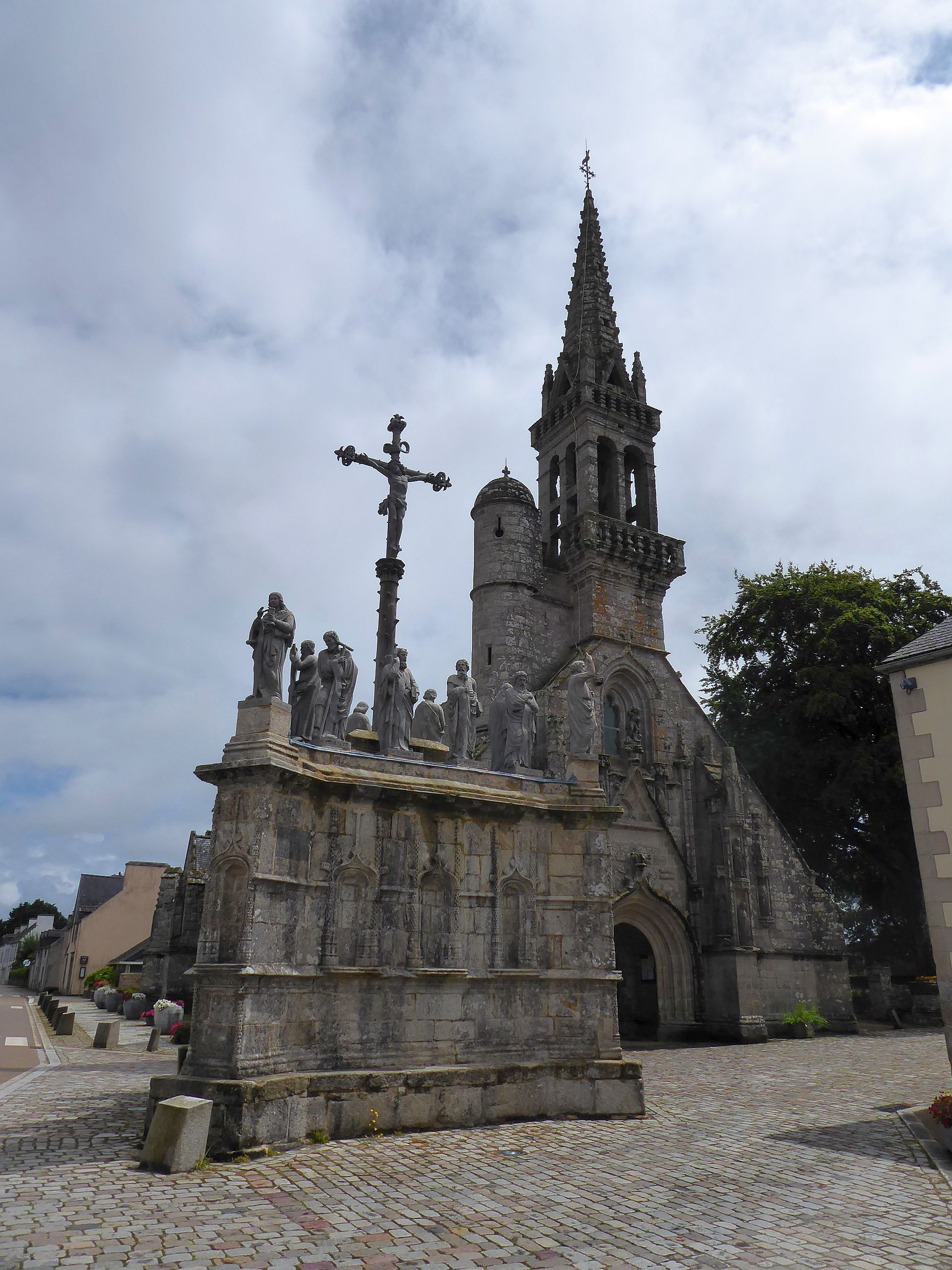
Calvaire de l'église Notre-Dame (Confort-Meilars) (2)
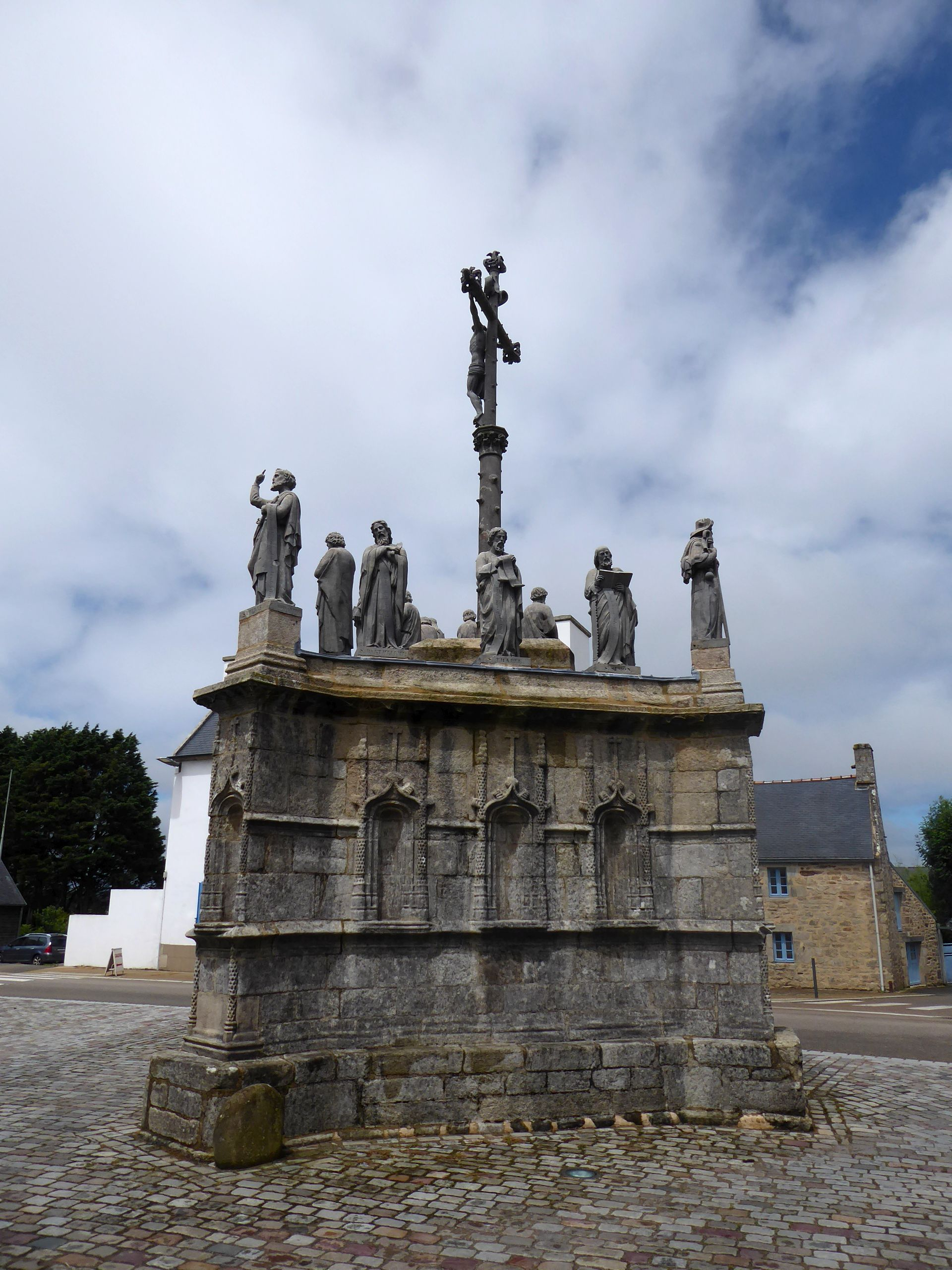
Calvaire de l'église Notre-Dame (Confort-Meilars) (4)
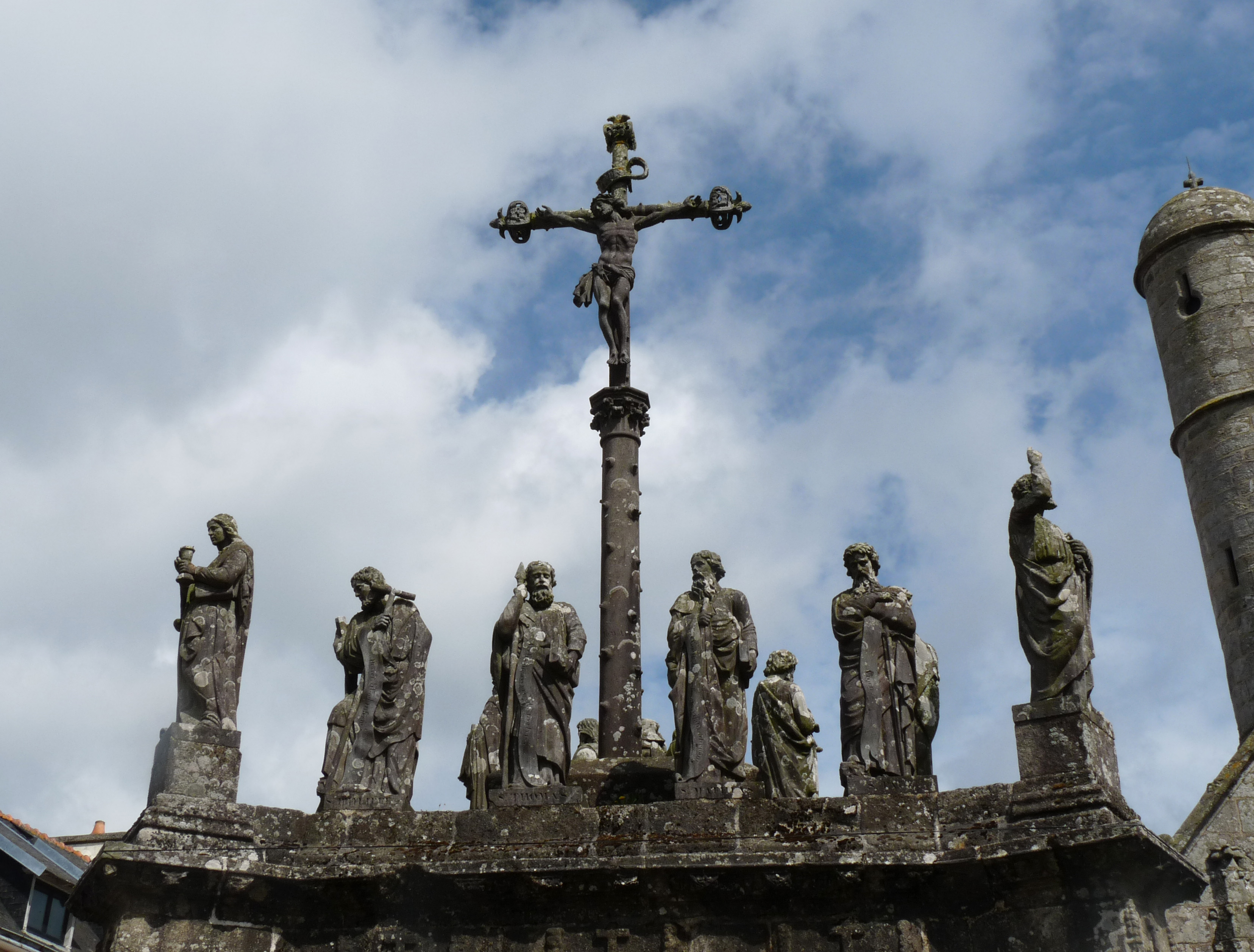
Détail du calvaire : partie sommitale.